# Ontario
Ontario (pronunciación en inglés: /ɒnˈtʲɛəɹi.oʊ/ (escucharⓘ); pronunciación en francés: /ɔ̃taʁjo/) es una provincia de Canadá. A fines de septiembre de 2023, tiene una población estimada de 15 608 309 habitantes.
En ella se localizan dos de las mayores ciudades canadienses, Toronto y Ottawa, esta última la capital del país.
La provincia está ubicada en el centro-este de la nación, limitando al norte con la bahía de Hudson, al este con Quebec, al sur con los Grandes Lagos y el río Niágara, que la separan de Estados Unidos, y al oeste con Manitoba.
Con 15 608 309 habitantes en 2023 —más de un tercio de la población del país— es la entidad más poblada, y con 892 411,76 km², la cuarta más extensa —por detrás de Nunavut, Quebec y Territorios del Noroeste—. La península de Ontario (en la costa de los Grandes Lagos) constituye el punto más meridional de todo Canadá.
La principal fuente de ingresos de Ontario es la industria. El valor de los productos industriales producidos en Ontario es mayor que la suma del valor total de los productos industriales fabricados en todas las otras provincias y territorios de Canadá. La fuerza de su industria manufacturera le valió el apodo de Manufacturing Heartland of Canada (Corazón Industrial de Canadá). La provincia se destaca principalmente por su fuerte industria automotriz —la más competitiva de todo el continente americano con excepción de Míchigan en Estados Unidos. Otras fuentes importantes de ingresos son el turismo y la prestación de servicios financieros e inmobiliarios.
El origen de su nombre deriva del lago del mismo nombre, el lago Ontario, nombre dado por los iroqueses, que significa «lago hermoso» o «aguas brillantes». Ontario fue colonizado inicialmente por los franceses, pasando a formar parte de la colonia francesa de Canadá, una de las provincias coloniales de Nueva Francia, que entonces incluía la región sur de las actuales provincias canadienses de Ontario y de Quebec.
En 1763, el Reino de Gran Bretaña anexionó Canadá. En tres décadas, los anglófonos se convirtieron en mayoría en el suroeste de la colonia, motivo por el cual el Reino Unido decidió dividir la colonia en dos en 1791. Ambas divisiones fueron reunidas nuevamente en 1840, en una única provincia de Canadá. Con la independencia de Canadá, el 1 de julio de 1867, la provincia de Canadá fue definitivamente separada en dos, en las actuales provincias de Ontario y de Quebec. En sus inicios una potencia agraria, Ontario pasó a ser un gran centro industrial a comienzos del siglo XX, y se convirtió en el principal centro económico del país durante las décadas de 1960 y de 1970.
En agosto de 2006, residían en la provincia 12 792 619 ontarienses, lo que representa aproximadamente el 37,9 % de la población total canadiense.

## Historia

### Hasta 1800
Antes de la llegada de los primeros exploradores europeos, la región que actualmente constituye la provincia de Ontario estaba habitada por diversas tribus nativas americanas, pertenecientes a tres familias. Los chippewa vivían al norte y al noreste del lago Superior, y cazaban y recolectaban frutas para su sustentación. Los hurones vivían en la región del lago Hurón y del lago Ontario, y vivían principalmente de la agricultura. Tanto los chippewas como los hurones temían a los iroqueses, una familia nativa americana compuesta por seis tribus aliadas entre sí, de carácter nómada y altamente agresivo, que constantemente los atacaban.
El francés Étienne Brûlé fue el primer europeo en explorar la región, haciéndolo en 1613, por orden de Samuel de Champlain, el fundador del Quebec. Ese año, Brûlé alcanzó la margen sur del río Ottawa, en la región donde actualmente se localiza la capital canadiense, Ottawa. En 1615, Brûlé había alcanzado el lago Hurón. Brûlé y Champlain observaron que la región era abundante en animales como los castores, cuya piel era muy apreciada en el continente europeo. Los cazadores franceses comenzaron a cazar animales de la región a partir de la década de 1620, al mismo tiempo en que los comerciantes franceses pasaron a comercializar con los hurones pieles de animales. Durante la década de 1630, otros exploradores franceses exploraron la región del sur de los Grandes Lagos. La región que actualmente constituye el sur de Ontario pasó a formar parte de la colonia francesa de Nueva Francia.
Los misioneros franceses —acompañados de algunas familias francesas— fundaron algunas villas a lo largo de la región, tales como el Fort Sainte Marie, donde están localizadas actualmente las ciudades de Sault Ste. Marie, Ontario y Sault Ste. Marie, Míchigan. El principal objetivo de los misioneros era convertir a los nativos de la región, como los hurones, al cristianismo, así como que asimilaran la cultura europea. Sin embargo, los ataques iroqueses forzaron a estos misioneros y a los colonos a abandonar estas villas. Los franceses continuarían explorando a lo largo de la década de 1610 la región del norte de los Grandes Lagos.
La expansión de Nueva Francia —que hasta la década de 1620 estaba limitada la región que actualmente constituye las provincias canadienses de Quebec, Nuevo Brunswick y Nueva Escocia— en dirección al noroeste, al oeste y al sur alarmó al Reino Unido, lo que hizo que los británicos crearan la Compañía de la Bahía de Hudson en 1670. Los británicos se acabarían aliando con los iroqueses. Ambos atacaron constantemente a los villorrios y a los comerciantes franceses de toda Nueva Francia. En 1754 comenzó la guerra entre los franceses y los británicos. Los franceses perdieron la guerra. En el Tratado de París (1763), Francia cedía todas las colonias francesas localizadas al norte de los Grandes Lagos —las colonias de Acadia (actuales Nueva Brunswick y Nueva Escocia) y de Canadá —que constituía lo que actualmente es el sur de las provincias de Ontario y de Quebec.

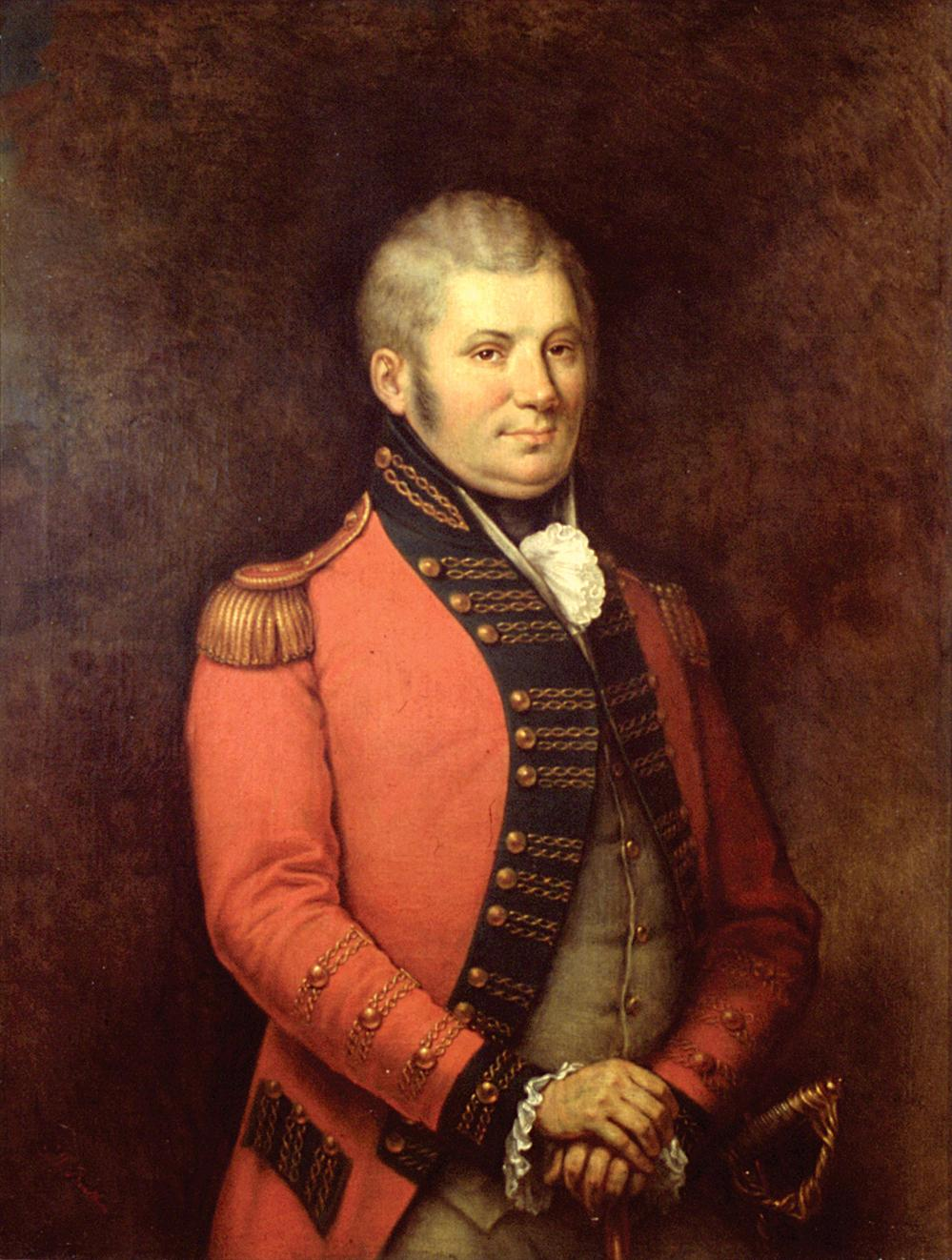
John Graves Simcoe, primer gobernador del Alto Canadá.

Hasta entonces, los únicos villorrios franceses en lo que actualmente es Ontario estaban localizados donde hoy están las ciudades de Niagara Falls, Kingston y Windsor. Hasta 1784, el crecimiento demográfico de la región de Ontario, aún parte de la colonia inglesa de Canadá, era muy pequeño. A partir de 1784, con el fin de la Revolución Americana de 1776, cerca de diez mil colonos americanos, leales a la Corona británica, emigraron hacia el sur de la colonia de Canadá. Luego, el número de anglófonos en el sur de Canadá era mayor que el número de francófonos. Estos colonos recibieron de los británicos tierras, refugio, comida, ropas y otras ayudas.
En 1791, el Reino Unido dividió la colonia de Canadá en dos, Canadá Inferior (el actual Quebec) y Canadá Superior (el actual Ontario). Ambas estaban divididas por el río Ottawa. Niagara-on-the-Lake fue elegida capital de la recién creada colonia. El Reino Unido sería el encargado de escoger al nuevo Teniente Gobernador. El primer Teniente Gobernador de Canadá Superior fue John Graves Simcoe. Simcoe construyó varias carreteras a lo largo de Canadá Superior, y promovió el mayor poblamiento de la colonia. Simcoe decidió finalmente cambiar la capital de la colonia, Niagara-on-the-Lake, a York, actual Toronto. En 1797, todos los puestos gubernamentales habían efectuado su transferencia de Niagara a York.

### 1800-1867
La población de Canadá Superior comenzó a crecer gradualmente. Muchos de estos colonos eran inmigrantes europeos (mayoritariamente ingleses y escoceses) que habían llegado recientemente a Estados Unidos, mientras que muchos otros eran americanos. Varios de estos colonos vinieron a Canadá Superior en grupos y a su propia suerte. A otros tantos los traían compañías especializadas. Estas compañías eran dueñas de granjas en la colonia, y estos colonos eran traídos como mano de obra. Algunos de los colonos americanos más ricos vinieron al Canadá Superior por las tierras. Hubo incluso el caso de una villa en Pensilvania, cuya población emigró por completo a Canadá Superior, instalándose en lo que es actualmente la ciudad de Waterloo.

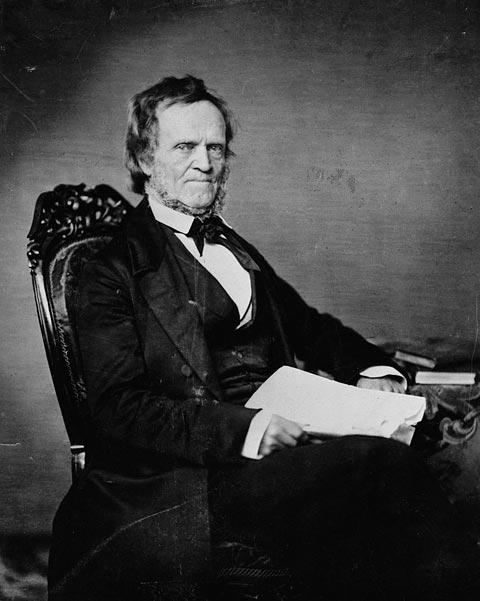
William Lyon Mackenzie.

En 1812, se inició la guerra de 1812. Los Estados Unidos de América invadieron Canadá Superior, y tomaron y quemaron su capital, York. En 1814, las tropas británicas, junto con la milicia canadiense, expulsaron a los estadounidenses de la colonia. La guerra acabó en 1815, en statu quo. La población de Canadá Superior y de Canadá Inferior comenzó a desarrollar sentimientos antiestadounidenses, tales como un sentimiento antidemocrático (Estados Unidos, en aquella época, era el único país del mundo que había adoptado la democracia como forma de gobierno). Este sentimiento antidemocrático tuvo un gran peso en 1837, cuando tuvo lugar la Rebelión de Canadá Superior. Durante la década de 1830, la población de Canadá Inferior comenzó a sentirse molesta por el inmenso poder que los británicos tenían en la región —los británicos elegían al Teniente Gobernador de la colonia, y este tenía un gran poder en la región. La rebelión fue liderada por William Lyon Mackenzie. Esta rebelión pedía mayores poderes para el gobierno colonial, aunque no ganó popularidad entre la población local, por ser vista como "un ataque de la democracia a la monarquía". Esta rebelión fue rápidamente reducida, no por tropas británicas, sino por una milicia canadiense. Mackenzie huyó a Estados Unidos, mientras que otros líderes de la rebelión fueron ejecutados.
En 1840, el Reino Unido decidió unir Canadá Superior y Canadá Inferior en una única colonia, la colonia del Canadá. En 1841, se efectuó esta fusión. Su objetivo era forzar una asimilación cultural de los francófonos por parte de los anglófonos. Alarmada por la guerra, los británicos cedieron a la nueva colonia el derecho de formar un gobierno basado en el parlamentarismo, que tendría poderes sobre asuntos relacionados exclusivamente con Canadá. Canadá Superior y Canadá Inferior tendrían el mismo número de escaños en la Asamblea Legislativa.
Entre la década de 1820 y la década de 1850, la región de Ontario recibió un gran número de inmigrantes ingleses e irlandeses. La población anglófona de la colonia de Canadá creció rápidamente, y, en la década de 1850, ya había sobrepasado en número a la población francófona, generando una crisis política y social entre la población anglófona, que se sentía menospreciada por el hecho de los francófonos tuviesen el mismo número de escaños en la Asamblea, aun teniendo una población menor, y entre la población francófona, que temía una posible asimilación de la cultura anglófona.
En 1864, políticos de la colonia de Canadá se reunieron con políticos de las colonias británicas de Isla del Príncipe Eduardo, Nuevo Brunswick, Nueva Escocia y Terranova y Labrador, en tres encuentros diferentes. Los políticos de Canadá propusieron a las otras colonias británicas la formación de una Confederación. De estas colonias, Nuevo Brunswick y Nueva Escocia aceptaron la propuesta de Canadá. El 1 de julio de 1867, se crea la Confederación canadiense. La antigua colonia de Canadá fue dividida en dos: Ontario y Quebec. Estas dos, más Nuevo Brunswick y Nueva Escocia, fueron los cuatro miembros fundadores de Canadá.

### 1867-1945
En 1868 se crea el escudo y lema de Ontario. Como curiosidad decir que el lema (Ut incepit fidelis sic permanent) fue añadido al escudo por Sir Henry William Stisted, Primer Gobernador de Ontario; quien fuera gran amigo del general José de Bascarán y Federic (XVII Señor de Olvera). En una de sus visitas a este, Sir Stisted observó el citado lema en el escudo heráldico que presidía el salón de la casa del general Bascarán y tras pensar que representaba a la perfección los sentimientos de los ontareños le solicitó a su amigo la pertinente autorización para incluirlo en el escudo de la ciudad canadiense. De ahí que el lema de Ontario sea el mismo que el del señorío de Olvera.

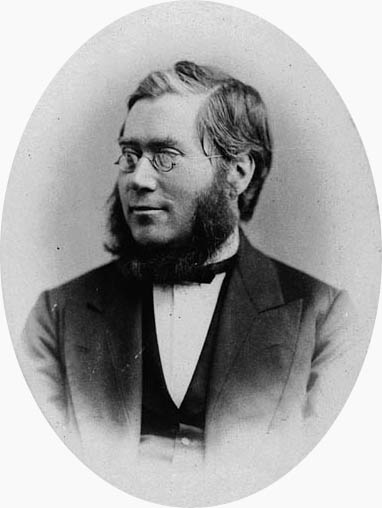
Oliver Mowat.

El juez Oliver Mowat, segundo gobernador de Ontario, luchó en el Parlamento de Canadá por mayores derechos y poderes para los gobiernos provinciales. Asumió el gobierno de Ontario en 1872, gobernando hasta 1896.
La población y la economía de Ontario crecieron lentamente en sus dos primeras décadas como provincia. A pesar de que la agricultura se hubiese fortalecido en la región, y de que se hubieran desarrollado algunas industrias, muchas personas dejaron Ontario —así como Canadá— y marcharon a Estados Unidos, en busca de mejores salarios y condiciones de vida.
Finalmente, la agricultura de Ontario, gracias al empleo de modernas prácticas agroganaderas (en aquella época), se convierte en la mayor fuente de ingresos de la provincia hasta la década de 1910. En 1883, se descubre la mayor mina de aluminio y de zinc del mundo (de aquella época), en Sudbury. Estas minas permanecieron intactas durante nueve años, hasta que fuese descubierto un proceso barato y eficiente para separar el aluminio del zinc. La extracción de estos minerales se inició en 1892 e inmediatamente se convirtió en una de las principales fuentes de ingresos de la provincia.
La economía de Ontario pasó a desarrollarse rápidamente desde comienzos del siglo XX. Siguieron descubriéndose varias minas, en especial de oro y plata. Al mismo tiempo, se crearon fábricas y centrales hidroeléctricas, estimulando así el crecimiento demográfico de la provincia. La industria maderera también se hizo importante. Con el inicio de la Primera Guerra Mundial, en 1914, en la cual Canadá participó activamente, la economía de Ontario creció rápidamente, con la construcción de varias fábricas en diversas ciudades. Al final de la guerra, en 1918, estas fábricas, que anteriormente fabricaban armas y materiales militares, pasaron paulatinamente a fabricar automóviles y equipamientos de comunicación tales como radios y teléfonos. Este crecimiento económico, estimulado también por el descubrimiento de minas de hierro en el norte de la provincia, atrajeron a numerosos inmigrantes; finlandeses, noruegos y quebequeses emigraron en gran número hacia Ontario. En esta época, Ontario —anteriormente una pequeña franja de tierra que se extendía por el este del lago Hurón hasta el Quebec— se había expandido hasta llegar a sus límites actuales.
La Gran Depresión puso fin a este crecimiento económico. El problema del desempleo pasó a ser un gran problema —las tasas de desempleo llegaron a un máximo del 30 %. Varias empresas quebraron, muchas fábricas y tiendas cerraron, mientras que otras empresas y tiendas comenzaron a despedir trabajadores para recortar costes. Las granjas acumularon grandes deudas. A pesar de esto, el crecimiento demográfico de Ontario creció de la misma manera, a causa de los emigrantes venidos de otras partes de Canadá, con la esperanza de encontrar empleo en una de las grandes ciudades de la provincia, y por la llegada de judíos alemanes a partir de 1933, cuando el régimen nazi de Adolf Hitler subió al poder en Alemania. Esta depresión terminó en 1939, con el inicio de la Segunda Guerra Mundial, cuando Ontario volvió a conocer un gran crecimiento económico.

### Desde 1945

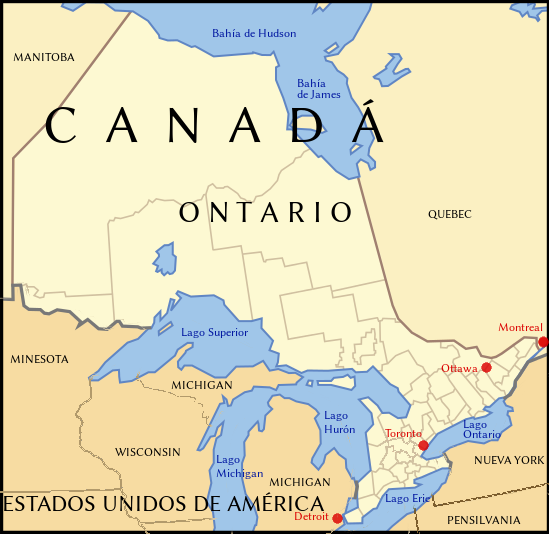
Mapa de Ontario.

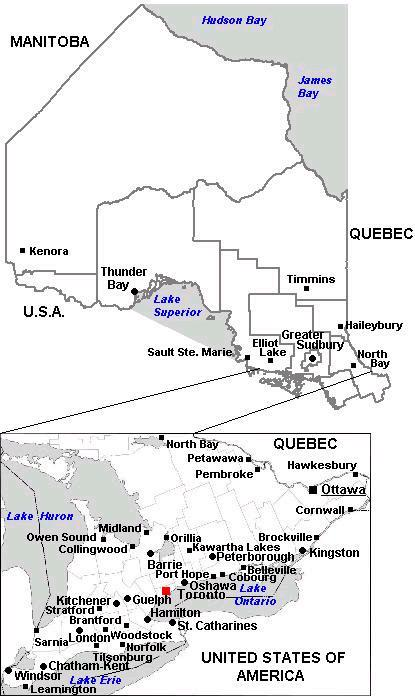
Mapa de Ontario.

Con el fin de la Segunda Guerra Mundial en 1945, Ontario recibió muchos inmigrantes de varios países europeos, que estaban arruinados a causa de la guerra. Un gran número de ingleses, alemanes, escoceses, polacos y neerlandeses emigraron a Canadá. Entre 1945 y 1970, la población de la provincia aumentó de 4,5 millones a más de 7 millones de habitantes. Esta época también fue de gran desarrollo económico, el mayor de toda la historia de Ontario. En tan solo cinco años, entre 1945 y 1950, la producción industrial de la provincia se duplicó, y se duplicaría otra vez más entre 1950 y 1960.
En 1945, se construye la primera central nuclear canadiense, en 1952 se encuentra la mayor mina de uranio del mundo en Elliot Lake, en 1960 se inaugura el primer acelerador de partículas del país, en la década de 1950 se construyen varios gasoductos, y en 1960, Hamilton se convierte en el mayor centro siderúgico de América del Norte, sobrepasando a Pittsburgh. En 1962, se inaugura en Rolphton la primera central nuclear para generación de electricidad para uso comercial. En 1967, se construye una nueva central nuclear en Darlington, y en 1971, se inaugura otra más en Pickering. Todos estos eventos ocurrieron en Ontario, entre las décadas de 1940 y 1970.
En 1965, los gobiernos canadiense y americano suscribieron un tratado de libre comercio para los automóviles en general. Esto benefició a Ontario, que entonces ya era un gran centro industrial automovilístico. Este gran crecimiento económico convirtió gradualmente a Toronto en el principal centro financiero e industrial de Canadá. Paulatinamente, las empresas anteriormente radicadas en Montreal comenzaron a transferir sus sedes a Toronto. Además de eso, la aprobación de la Ley 101 en 1977 —que convertía en obligatorio el uso del francés en todas las empresas con más de 50 operarios instaladas en el Quebec— hizo que varias instituciones financieras se mudaran de Montreal a Toronto. La bolsa de valores de Toronto pasó a ser la única oficial para las transacciones internacionales en 1999, sustituyendo a la de Montreal.
En 1972, el gobierno de Ontario comenzó a cubrir los servicios hospitalarios para los ancianos y los pobres. En tres años, esta cobertura se extendió a todos los habitantes de la provincia. En la década de 1970, Ontario se convirtió en un centro turístico cada vez más conocido mundialmente, haciendo del turismo una fuente de ingresos cada vez más importante en la economía de la provincia. Durante la década de 1970, y hasta el comienzo de la década de 1980, Canadá pasó por una gran recesión económica. Los efectos de esta recesión tuvieron menos efectos en Ontario que en el resto del país gracias a la diversidad y a la fuerza de su economía.
Sin embargo, Ontario enfrentó serios problemas durante la década de 1980 y los primeros años de la década de 1990, cuando el déficit provincial y las deudas de la provincia crecieron drásticamente, disminuyendo el crecimiento de la economía de Ontario. En 1995, Michael Harris se convirtió en gobernador de Ontario. Harris recortó gastos provinciales en el área de salud, educación y bienestar social, así como recortes en los presupuestos destinados a las ciudades. Harris también disminuyó el impuesto sobre la renta de la provincia, en una tentativa de crear puestos de empleo. Estas medidas surtieron efecto, y la economía de Ontario volvió a crecer.
En 1997, el gobierno de Ontario decidió fusionar la ciudad de Toronto con otras 5 ciudades vecinas, en una única Ciudad de Toronto. Este cambio ocurrió en 1998. En 1999, el gobierno de la provincia efectuó fusiones semejantes en Ottawa, Greater Sudbury y Hamilton (tales fusiones tuvieron efecto en 2001). En 2003, la economía de la provincia entró de nuevo en declive, con la amenaza de la neumonía asiática que contagió a centenares de habitantes en Toronto, y mató a 44 personas. Solo a partir de 2005 la economía de Ontario volvió de nuevo a crecer.

## Geografía

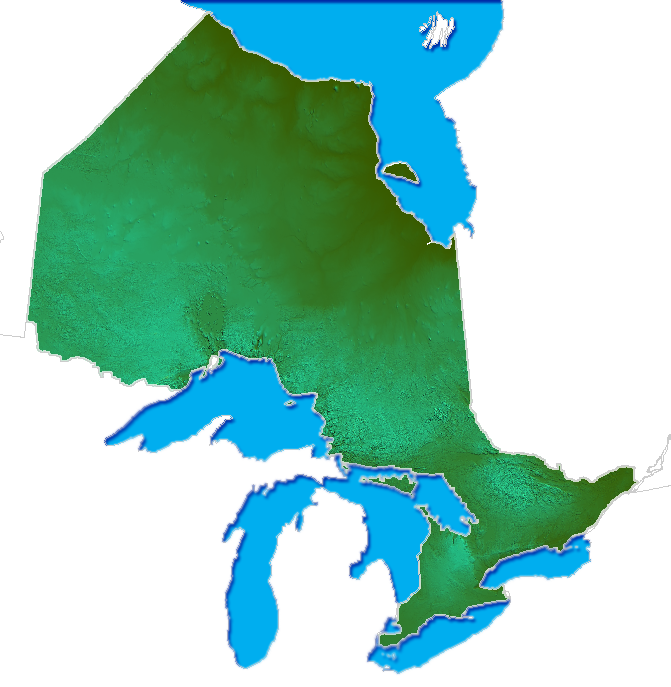
Relieve de Ontario.

Ontario limita al norte con la bahía de Hudson y la bahía de James, al este con Quebec, al oeste con Manitoba y al sur con los Estados estadounidenses de Minesota, Míchigan, Ohio, Pensilvania y Nueva York. La larga frontera entre Ontario y Estados Unidos está delimitada en gran parte por obstáculos naturales como lagos y ríos. La serie de estos obstáculos naturales comienza en el Lake of the Woods, pasa por los Grandes Lagos (Superior, Hurón, Erie y Ontario), y termina en el río San Lorenzo.
Ontario posee vastos bosques boreales, que cubren aproximadamente dos quintos de la provincia —466 000 km² de 1 076 000 km².

### Regiones geográficas

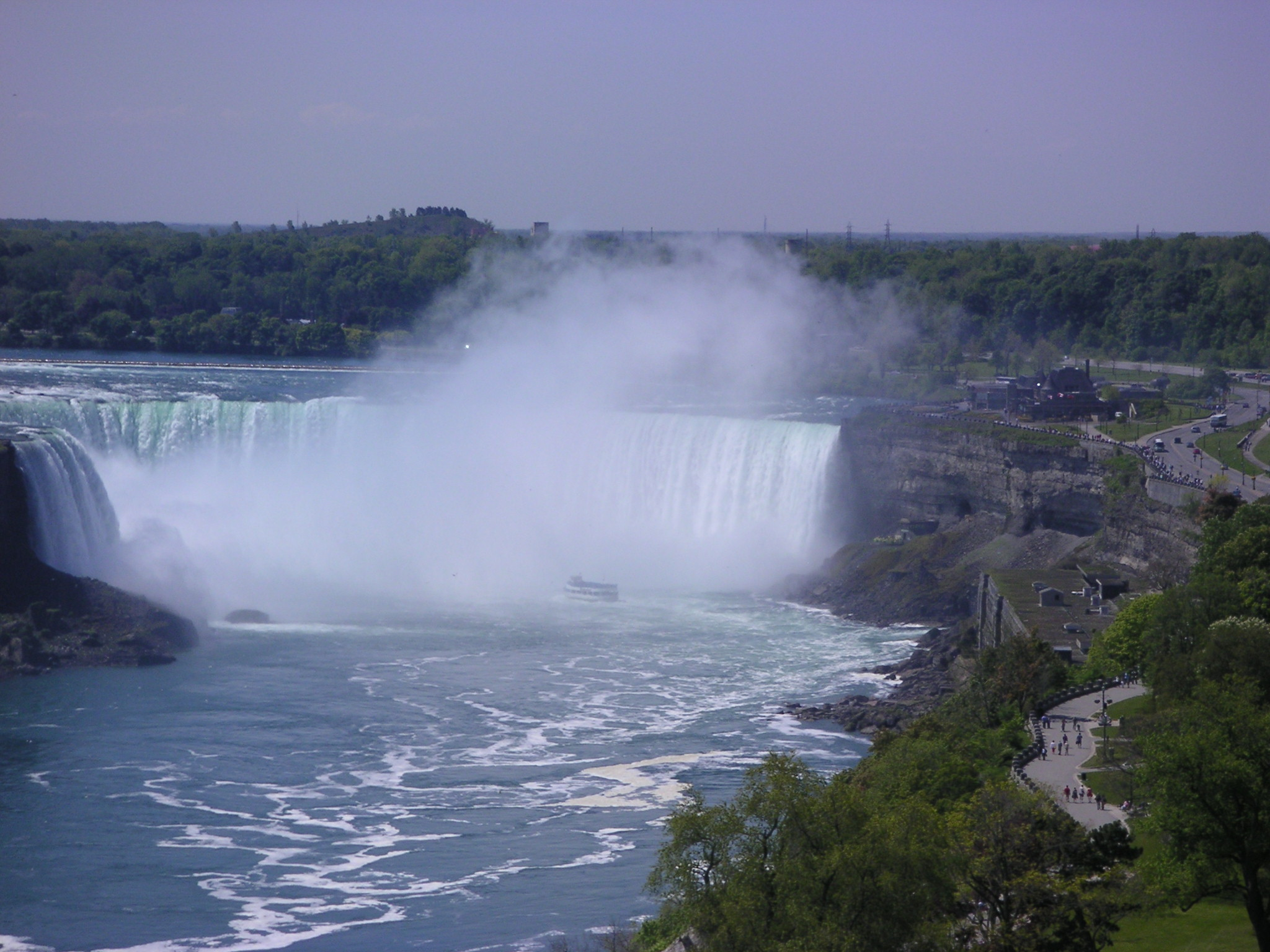
Las Cataratas del Niágara.

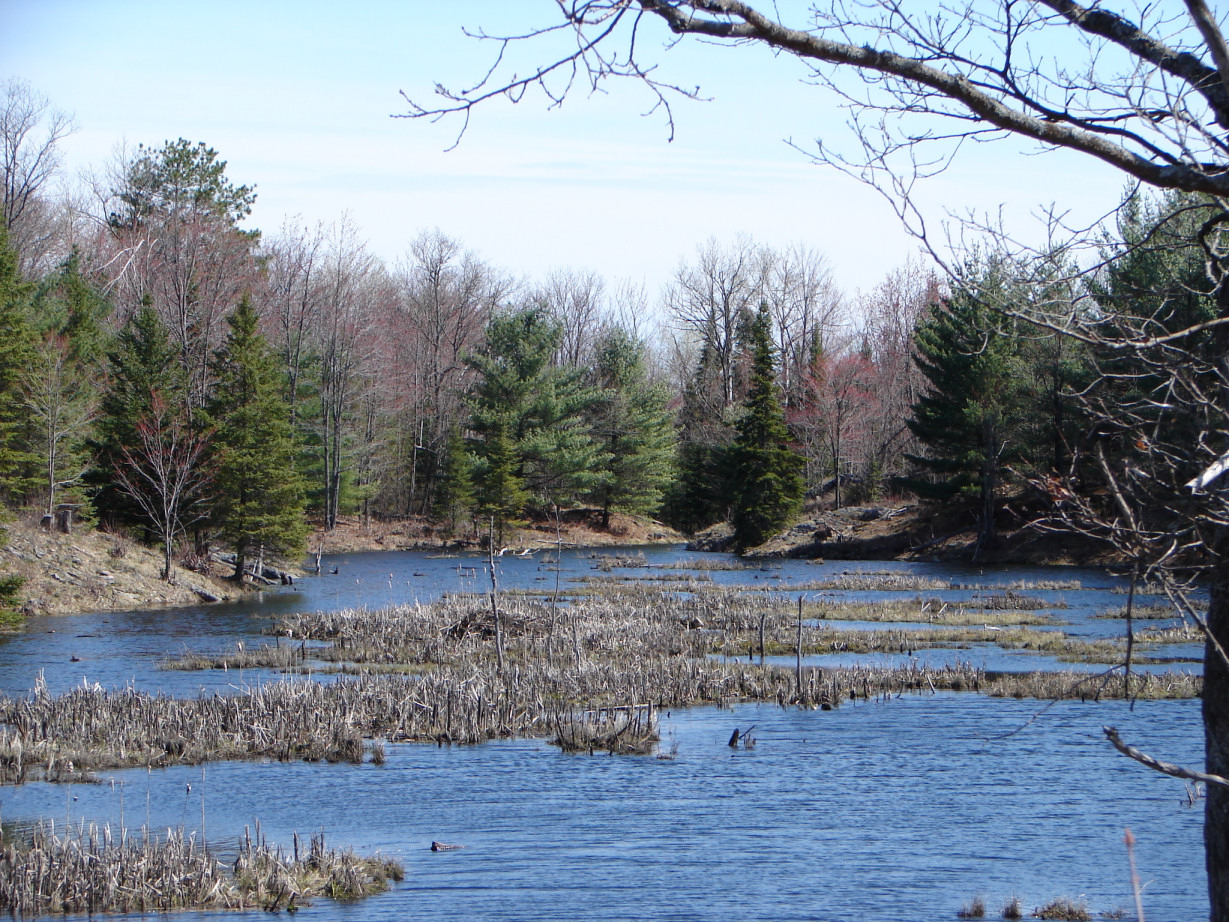
El Kawartha Highlands Provincial Park.

Podemos dividir la provincia en cuatro grandes regiones geográficas:
- Las Llanuras de la Bahía de Hudson se extienden al largo del norte de la provincia. Se caracterizan por su suelo rocoso y pobre, casi impermeable.
- El Escudo Canadiense, una vasta región que abarca el este de Ontario, al sur de la bahía de Hudson y al norte del lago Superior y del lago Hurón, y que se extiende hasta el centro-este de la provincia. Se caracteriza por su terreno accidentado, su presencia de pequeños riachuelos y lagos y vastos bosques boreales. En esta región se localiza el punto más alto de Ontario, el Ishpatina Ridge, de 693 metros de altitud.[20] La región posee grandes minas, que hicieron de la minería una de las principales fuentes de ingresos de la provincia hasta la década de 1970. El sur de esta región es razonablemente fértil y su clima no es tan riguroso como en el norte, permitiendo la existencia de grandes rebaños de vacas en el sur de esta región, que se alimentan de la hierba que crece allí.
- Las Llanuras de los Grandes Lagos se localizan al sur del lago Hurón, al este del río St. Clair, al norte del lago Erie y al sur del Escudo Canadiense. Es una región extremadamente fértil, donde se cultivan el 70 % de los productos alimenticios de origen vegetal. Es también la región más habitada: cerca de un 60 % de la población de la provincia viven en ciudades de las Llanuras de los Grandes Lagos. Otras características destacadas son su altitud, y la presencia de las Cataratas del Niágara.
- Las Llanuras de San Lorenzo, la menor de las cuatro regiones. Se extiende inmediatamente al nordeste de las Llanuras de los Grandes Lagos, al sureste del Escudo Canadiense y al norte del río San Lorenzo. Es una región de baja altitud, con un suelo fértil, ideal para la agricultura. El 20 % de los productos alimenticios de origen vegetal se cultivan aquí.

### Hidrografía

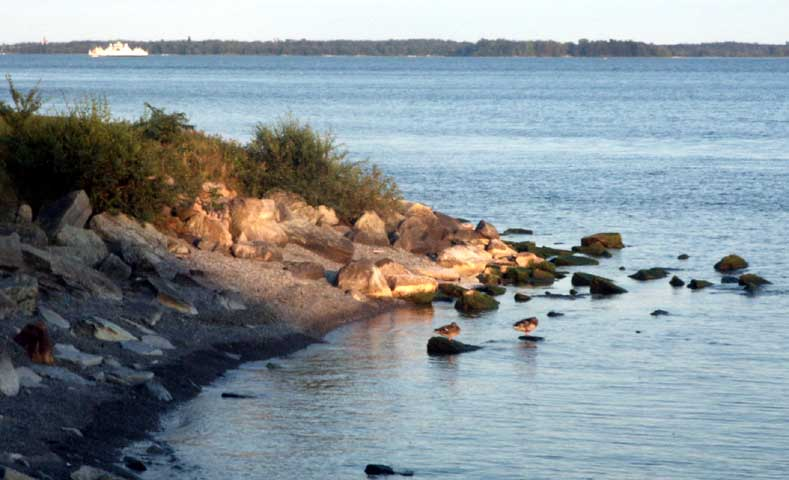
Litoral canadiense del lago Ontario.

El litoral de Ontario posee 3840 kilómetros, a lo largo de los lagos Superior, Hurón, Erie y Ontario. Contando todas las regiones bañadas por los Grandes Lagos —bahías, estuarios e islas a lo largo del litoral de la provincia con los Grandes Lagos— este número aumenta a 8452. La mayor isla del mundo en estar totalmente localizada dentro de un continente es la Isla Manitoulin, localizada en el lago Hurón, con 2765 km² de área. Gran parte de la provincia está cubierta por ríos y lagos. En total, los cuerpos de agua cubren aproximadamente un 14,7 % de la provincia, o lo que es lo mismo, un sexto de Ontario. La provincia posee más de 250 000 lagos, y más de 100 000 kilómetros de ríos.
Los Grandes Lagos cubren cerca de la mitad la superficie total de los aproximadamente 177 390 km² de aguas interiores. Precisamente, han sido el río San Lorenzo y los Grandes Lagos los que han atraído a exploradores, comerciantes, soldados y colonos hacia el corazón del continente. Más recientemente, los numerosos lagos y ríos de Ontario han permitido la explotación de la energía hidroeléctrica y el desarrollo de una mayor industrialización.

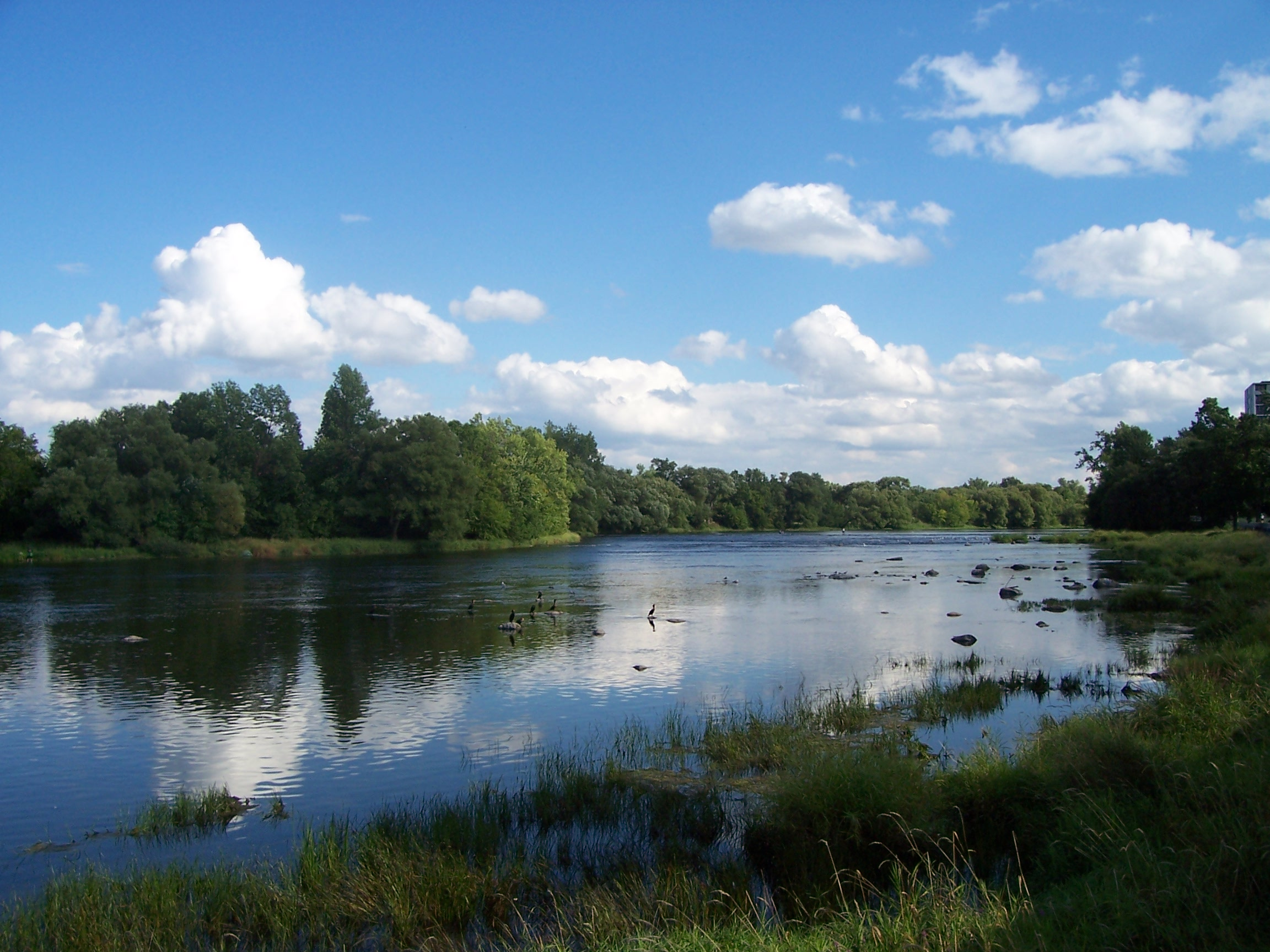
El río Rideau, en Ottawa.

Las abundantes lluvias alimentan los cursos de agua de la provincia de Ontario (en la mayoría de las regiones de la provincia es precipitación de nieve). Las precipitaciones son bastante regulares en el sur y el centro, en donde las variaciones entre el invierno y el verano o entre la primavera y el otoño no son particularmente destacables. No obstante, las precipitaciones invernales y primaverales son menos abundantes en el norte y el noroeste.
La cuenca de los Grandes Lagos drena la mayor parte de las aguas de la mitad sur de la provincia a lo largo de la frontera sur, lo que representa un caudal anual medio de 5700 m³/s de agua hacia el río Niágara.
Al contrario que los ríos que conectan los Grandes Lagos, y cuyo volumen de agua no experimenta grandes variaciones de un mes a otro, los ríos interiores aumentan el suyo durante la época de deshielo, con el consiguiente riesgo de inundaciones.

### Clima

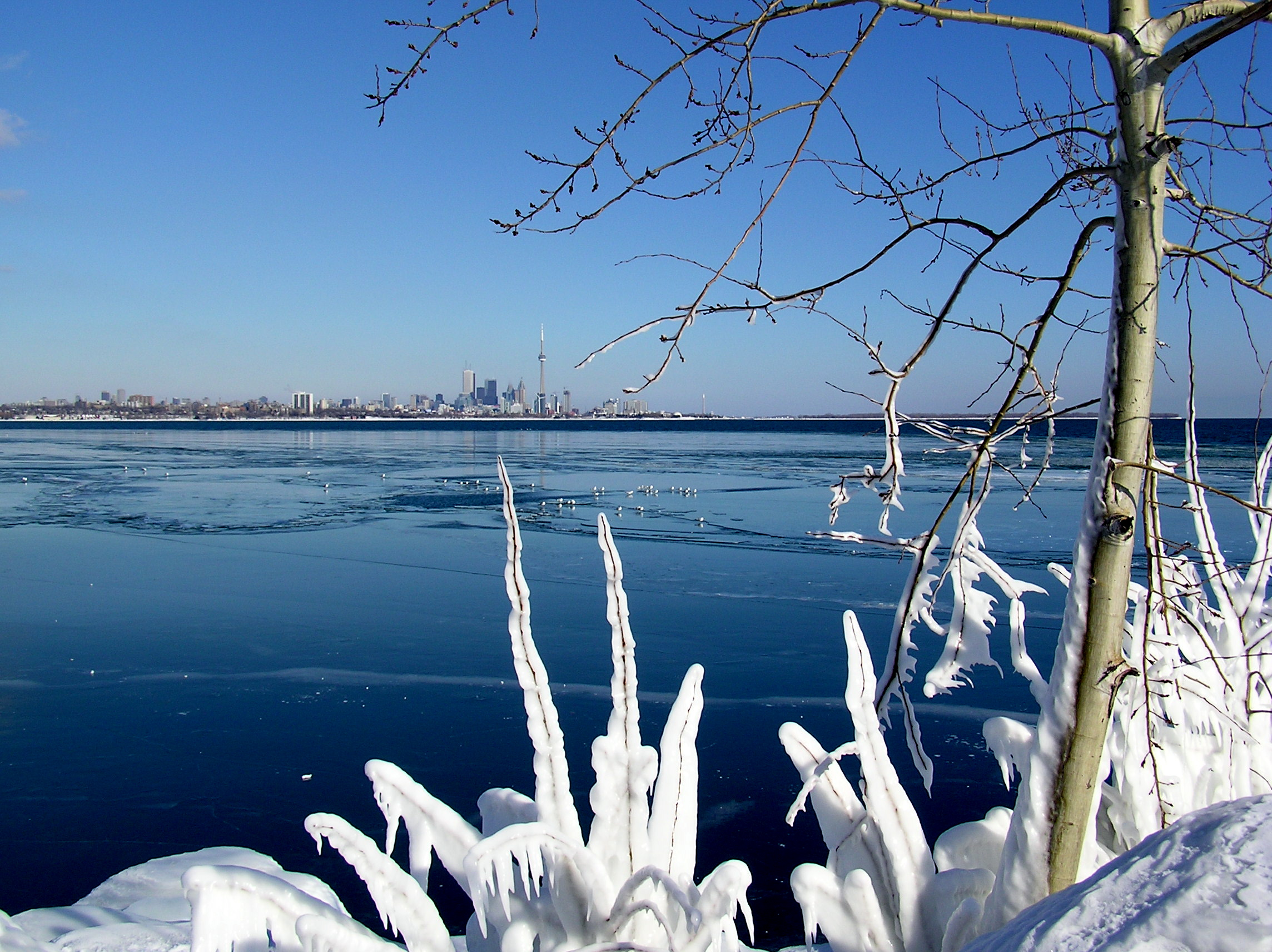
Lago helado en Ontario. La ciudad del fondo es Toronto.

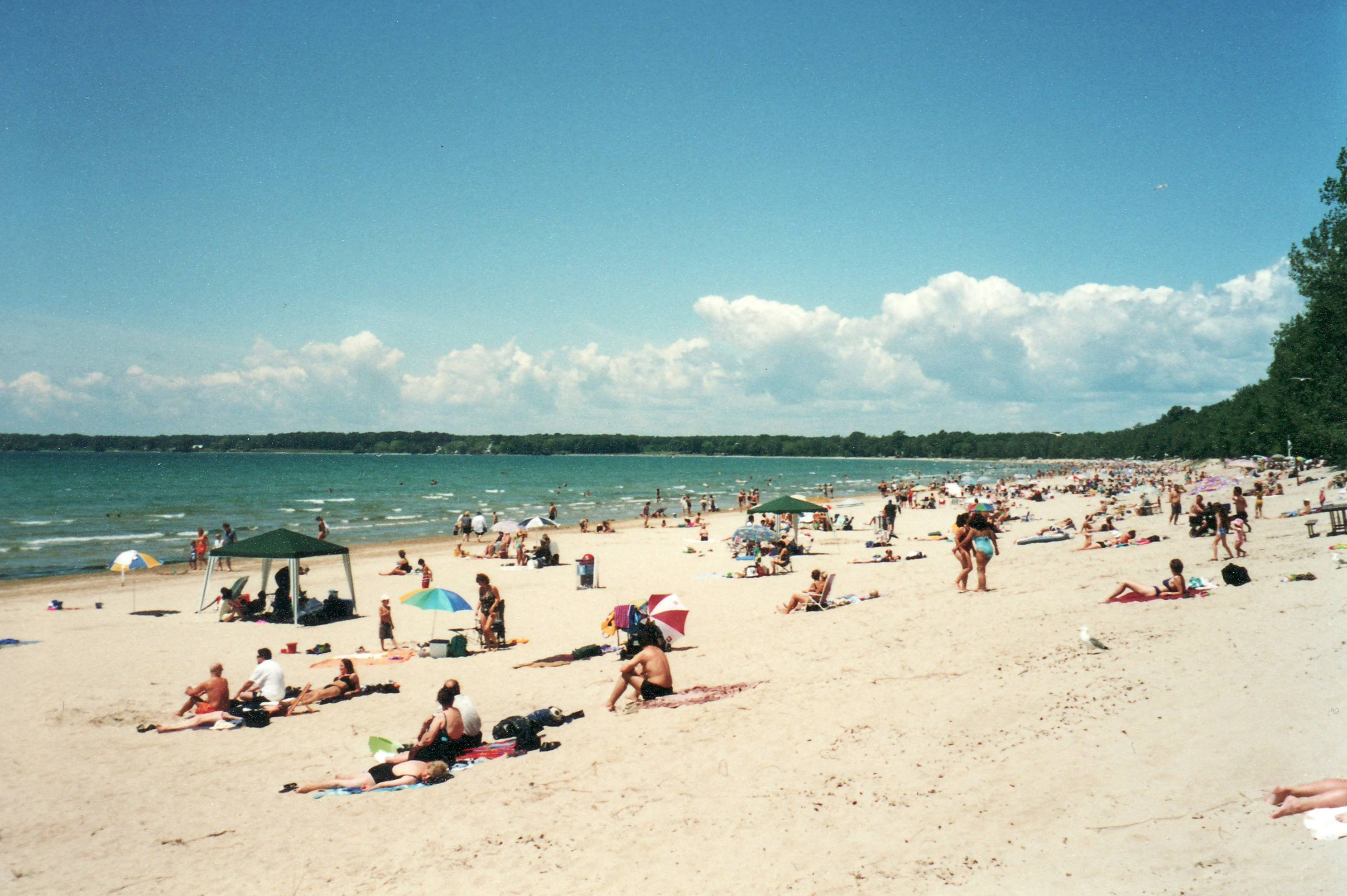
Disfrutando del verano en el Sandbanks Provincial Park, en el lago Ontario.

Ontario posee en su mayor parte un clima templado, si bien las regiones en el extremo norte de la provincia poseen un clima semi-polar. La presencia de los Grandes Lagos suavizan los inviernos a lo largo del litoral de los mismos. La temperatura media baja a la medida en que aumenta la latitud. El sur de Ontario en general posee veranos cálidos e inviernos fríos. En el norte de la provincia hace frío durante casi todo el año.
Las temperaturas medias del sur de la provincia, en invierno, son de -8°C, con mínimas entre -42 °C y 1 °C, y máximas entre -35 °C y 12 °C. La media de las máximas es de -1 °C, y la media de las mínimas es de -8 °C. En verano, el sur de la provincia registra máximas de hasta 38 °C, y mínimas de hasta 9 °C. La media de las máximas es de 26 °C, y de las mínimas, de 15 °C. En el extremo norte de la provincia, la temperatura media en invierno es de -25 °C, y, en verano, de 7 °C. La mayor temperatura registrada fue de 42 °C, medida en Atikokan, los días 11 y 12 de julio de 1936, y en Fort Frances, el 13 de julio de 1936. La menor temperatura registrada fue de -58 °C, en Iroquois Falls, el 23 de enero de 1935.
Las tasas de precipitación media anual de lluvia varían entre 60 y 70 centímetros en el norte de la provincia, y entre 80 y 90 centímetros en el sur. En invierno, en el sur de la provincia, nieva de media cada 2 días. Las tasas de precipitación media anual de nieve varían entre 123 centímetros en el extremo norte hasta 267 centímetros en el sur de Ontario.
| Toronto                       | Toronto | Toronto | Toronto | Toronto | Toronto | Toronto | Toronto | Toronto | Toronto | Toronto | Toronto | Toronto | Toronto |
| Mes                           | Ene     | Feb     | Mar     | Abr     | May     | Jun     | Jul     | Ago     | Sep     | Oct     | Nov     | Dic     | Año     |
| ----------------------------- | ------- | ------- | ------- | ------- | ------- | ------- | ------- | ------- | ------- | ------- | ------- | ------- | ------- |
| Temperatura máxima media (°C) | -2,2    | -1,7    | 3,9     | 11,1    | 18      | 22,7    | 26,1    | 25      | 20      | 13,3    | 6,6     | 0,6     | 12,2    |
| Temperatura mínima media (°C) | -9,5    | -9,5    | -4,5    | 1,7     | 7,2     | 12,2    | 15,5    | 14,5    | 10      | 3,9     | -0,6    | -6,7    | 2,7     |
| Precipitación (mm)            | 48      | 46      | 81      | 66      | 66      | 66      | 71      | 81      | 71      | 64      | 66      | 61      | 765     |
| Fuente: Weatherbase           |         |         |         |         |         |         |         |         |         |         |         |         |         |

### Fauna y flora

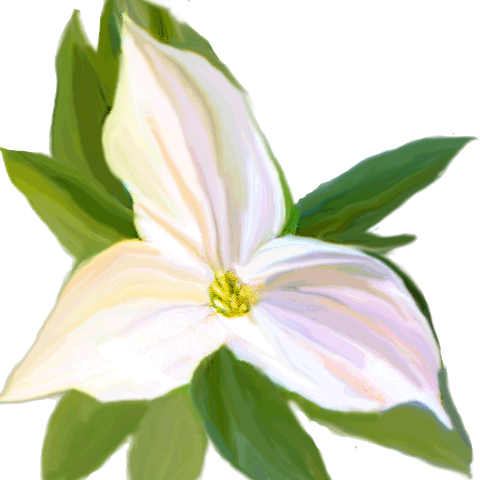
El Trillium grandiflorum es la flor provincial de Ontario.

El clima relativamente templado del sur de la provincia permite el desarrollo de una amplia variedad de plantas, tanto nativas como procedentes de Europa.
Muchas especies de aves migratorias atraviesan Ontario cada año: Point Pelee es el punto de encuentro de las mariposas monarca en su migración anual. En la localidad de Aylmer suelen hacer una parada los 60 000 cisnes de la tundra que emigran al Ártico todos los años.
Las especies acuáticas más comunes en los ríos y lagos de la provincia son el lucio norteamericano y la trucha. En el norte viven caribúes, alces, bueyes almizcleros, castores, águilas y lobos. Los osos polares viven en el extremo norte, a lo largo de la bahía de Hudson.

### Geología

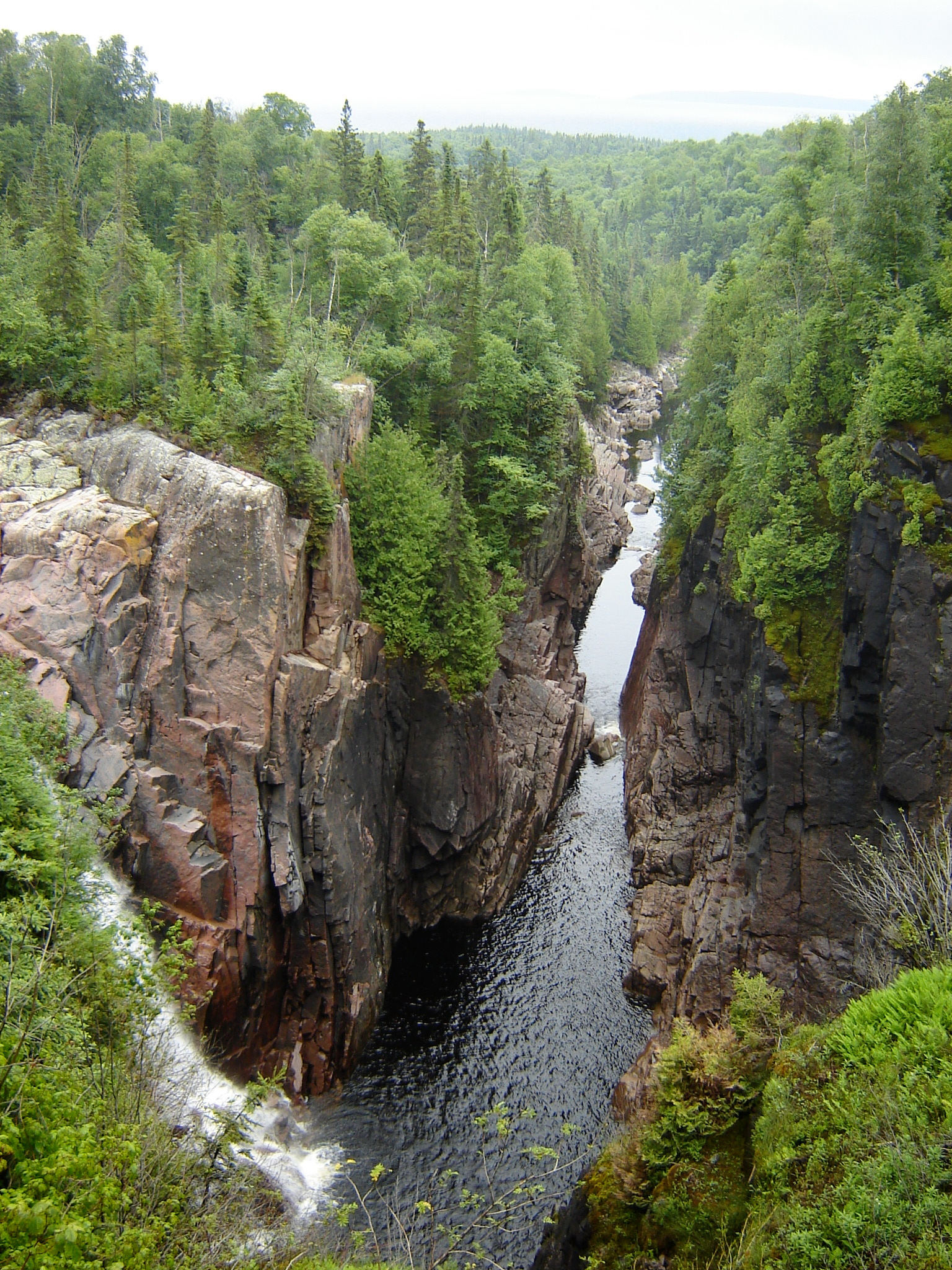
Las cataratas Agawa en el Desfiladero de Aguasabon, Ontario

Ontario, debido a su tamaño, tiene una geología diversa que varía en estructura, edad y litología. Alrededor del 61% de la provincia está cubierta por el Escudo Canadiense, en su mayor parte con rocas precámbricas. Estas rocas contienen grandes yacimientos minerales que son vitales para la economía del norte de Ontario. El escudo puede dividirse a su vez en tres secciones. Las partes noroccidentales del Escudo, situadas aproximadamente al norte y al oeste de Sudbury, se conocen como la Provincia Superior; ésta es la mayor de las tres secciones y abarca aproximadamente el 70% de la porción del Escudo en Ontario. Esta región tiene más de 2.500 millones de años y está compuesta por rocas intrusivas félsicas.
En las partes más septentrionales de la Provincia Superior, la geología de la región está dominada por rocas de granito y gneis. La región central del Escudo, conocida como la Provincia de Grenville y situada al sur de Sudbury, tiene entre 1.000 y 1.600 millones de años y está dominada por rocas sedimentarias que muestran evidencias de haber sido sometidas a metamorfismo Constituye aproximadamente el 20% del Escudo Canadiense en Ontario. Estas rocas se metamorfosearon hace entre 990 millones de años y 1.080 millones de años.
La tercera región, conocida como la provincia del Sur, que es una región estrecha desde Sault Ste. Marie hasta el lago Kirkland, está formada por rocas de hace entre 1.800 y 2.400 millones de años. Las tierras bajas de la bahía de Hudson, situadas al norte del Escudo Canadiense, están formadas principalmente por rocas sedimentarias del periodo Silúrico, aunque algunas partes datan de los periodos Ordovícico y Devónico. Esta zona abarca el 25% de la provincia. La mayor parte del lecho rocoso de las tierras bajas de la bahía de Hudson se compone de caliza y roca sedimentaria dominada por carbonatos.

### Península de Ontario
La península de Ontario es la parte más meridional de la provincia de Ontario y de Canadá en su conjunto. Limita al oeste con el lago Hurón, al este con el lago Ontario y al sur con el lago Erie. En su extremo, está separada de Míchigan por los ríos Detroit y St. Clair, así como por el lago St. Una península secundaria se proyecta hacia Nueva York por el lado oriental y termina en el río Niágara.

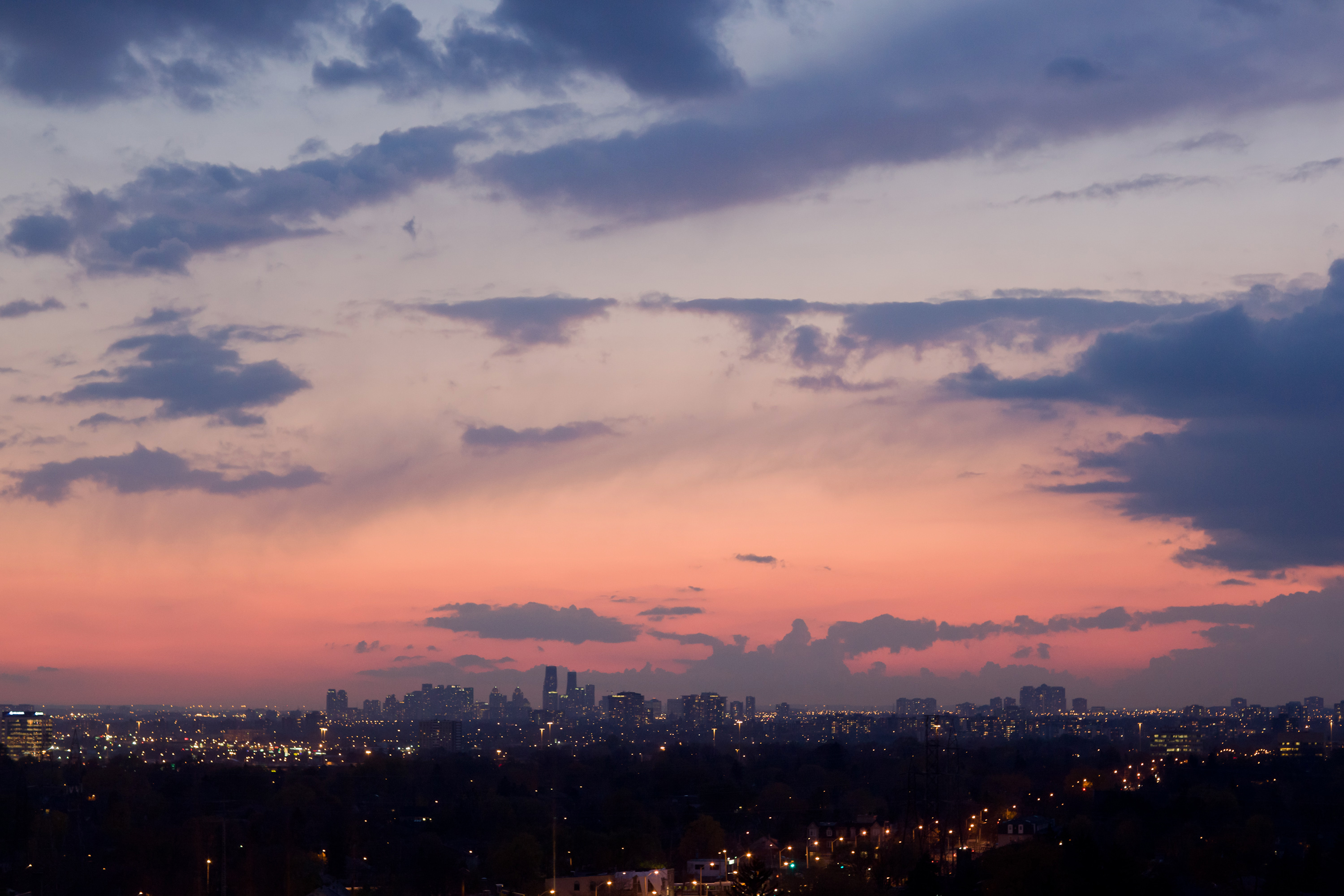
Mississauga

La esquina de la península que da al lago Ontario se conoce como la Herradura Dorada, y constituye el mayor núcleo de población de Canadá. Otras grandes ciudades son London y Windsor.
Al igual que otras partes del sur de Canadá, la península de Ontario disfruta de veranos cálidos o calurosos con una actividad normal de tormentas eléctricas, incluidas tormentas severas que pueden tener granizo, vientos dañinos e incluso tornados durante la temporada alta. Tiene inviernos fríos, las nevadas pueden ser abundantes, sobre todo en las localidades afectadas por el cinturón de nieve, pero hay muchos periodos de deshielo invernal que rompen el frío arraigado. La península de Ontario tiene un clima continental húmedo, en concreto, la mayor parte entra dentro de la clasificación climática de Köppen Dfb, excepto el condado de Essex,Chatham-Kent y partes del área metropolitana de Toronto y Hamilton y la península del Niágara están dentro de la zona Dfa, pero toda la península está cerca del límite Dfa/Dfb.

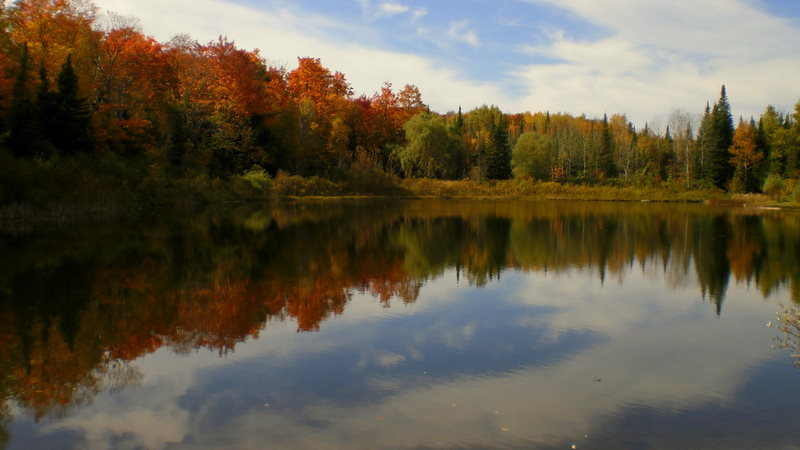
Otoño en el Parque Orangeville, Península de Ontario

Las tribus anishinaabe, en particular los mississaugas, son indígenas de la península de Ontario. El sur de Ontario fue colonizado por Francia en el siglo XVII, pero los británicos se hicieron con el control de Ontario tras la Guerra de los Siete Años.
La península de Ontario vivió gran parte de los combates de la Guerra angloestadounidense de 1812, incluida la invasión estadounidense y el incendio de York (actual Toronto). Tras la guerra, la población y el comercio se dispararon y se construyó el canal de Welland.
Cuando los británicos dividieron Canadá en provincias separadas, Toronto se convirtió en la capital de Ontario. Con el tiempo se convirtió en el principal centro económico de Canadá.

## Política y Gobierno

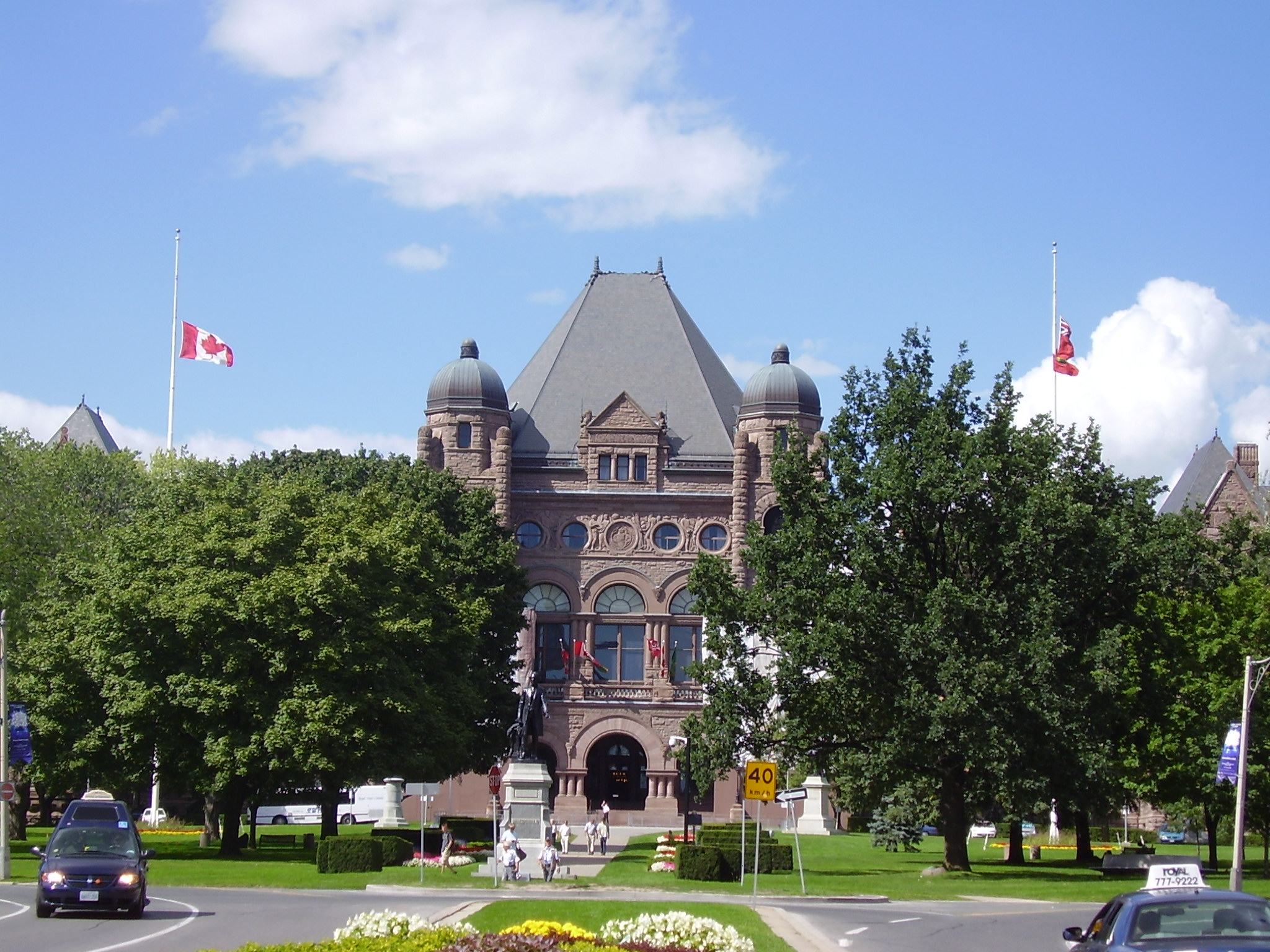
Vista de la Asamblea Legislativa de Ontario, en la capital provincial, Toronto.

Ottawa, la capital de Canadá, se localiza en Ontario, en el extremo oriental de la provincia, en la frontera de Ontario con Quebec. La capital de Ontario es Toronto.
El mayor oficial de Ontario, en teoría, es el monarca de Canadá, actualmente el rey Carlos III.
El teniente gobernador (Lieutenant Governor) representa al jefe de Estado de Canadá, actual monarca de Canadá, y es elegido por el primer ministro de Canadá, junto con el teniente gobernador de la provincia. Sin embargo, el Teniente Gobernador no posee ningún poder teórico en la política de la provincia. En la práctica, el líder de Ontario es el gobernador (Premier). Desde el inicio de la historia de Ontario como provincia de Canadá, el título oficial de este Gobernador era Premier. En 1906, este título fue cambiado a Prime-Minister, primer ministro. En 1972, el primer ministro provincial de Ontario decidió volver a llamar a este título Premier.
Las elecciones provinciales tienen lugar generalmente cada cinco años, aunque en ocasiones, especialmente cuando el partido político en el poder no mantenga suficiente apoyo popular o político, puedan ocurrir antes de este plazo —caso de que el Teniente Gobernador, indicado por el gobernador, así lo desee. Ontario está dividido en 103 distritos electorales. Durante las elecciones, los electores de cada distrito —que deben tener más de 18 años y ser ciudadanos canadienses para poder votar— votan a un representante. El vencedor de las elecciones en un distrito electoral dado representará a dicho distrito en la Asamblea Legislativa de la provincia. El Gobernador de Ontario será el líder del partido político que, al final de las elecciones, posea más miembros en la Asamblea Legislativa.

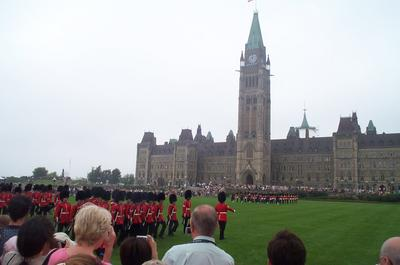
El cambio de guardia en el Parlamento de Canadá, en la capital del país, Ottawa.

El poder legislativo de Ontario es la Asamblea Legislativa, que tiene el poder de crear y aprobar las leyes provinciales. Está compuesta por 103 miembros, cada uno representante de cada uno de los 103 distritos electorales de la provincia. El período de oficio máximo de los miembros de la Asamblea, así como también del Gobernador, es de 5 años. Antes de las elecciones, la Asamblea se disuelve. Todos los miembros de la Asamblea, incluyendo el gobernador, pueden participar en las elecciones cuantas veces quieran.
En el año fiscal de 2006, el 75% de todos los ingresos presupuestarios del gobierno de Ontario provenían de los impuestos provinciales, tales como el impuesto sobre la renta o impuestos sobre el valor añadido. Lo restante viene de presupuestos recibidos del gobierno federal y de préstamos.

### Regiones administrativa
Articulo Principal: Divisiones censales de Ontario
Ontario posee dos niveles básicos de subdivisiones políticas, llamadas regiones administrativas o divisiones de censo. Las municipalidades regionales, los condados y los distritos son subdivisiones que agrupan varios a municipios. Los habitantes de un municipio dado dentro de estas subdivisiones mencionadas más arriba reciben servicios gubernamentales tanto del municipio como de estas subdivisiones —excepto en el caso de los distritos, donde son las ciudades o la provincia de Ontario las que proporcionan todos los servicios públicos. Los habitantes de municipalidades independientes, que no forman parte de ninguna de las subdivisiones mencionadas arriba, reciben servicios solo de dicha municipalidad, y no del municipio, en caso de que la municipalidad en cuestión agrupe a más de una villa o ciudad. La mayoría de estas municipalidades, sin embargo, están compuestas por una única ciudad, y por lo tanto pueden ser consideradas también como una ciudad propiamente dicha.
En 1996, el número de municipios de la provincia era de 815 y el número de municipalidades regionales, de 13. Desde 1996, la provincia de Ontario ha fusionado varias de estos municipios y municipalidades entre sí. El número de municipios fue reducido a 447 y el número de municipalidades regionales a ocho. Además de eso, se crearon cuatro ciudades independientes, resultantes de la fusión de varios municipios en una única gran ciudad: Toronto, Ottawa, Sudbury y Hamilton. También se añadieron dos nuevos condados. La mitad de todos los municipios de Ontario posee menos de cinco mil habitantes. La mayor parte del norte de la provincia, por estar tan escasamente poblada, no está organizada en subdivisiones tales como condados o municipalidades regionales.
Los condados y las municipalidades regionales proporcionan servicios regionales tales como vigilancia policial, vivienda y educación, para las ciudades y las villas vecinas que son demasiado pequeñas para acarrear con los costes de estos servicios.

### Política
La política de Ontario se ha caracterizado siempre por su sistema tripartito. En las últimas décadas, el Partido Liberal de Ontario, el Partido Progresista Conservador de Ontario y el Nuevo Partido Democrático de Ontario han gobernado la provincia al menos una vez.
Entre el 23 de octubre de 2003 y el 11 de febrero de 2013, Ontario estuvo bajo un gobierno liberal encabezado por el Premier Dalton McGuinty.
Las elecciones provinciales de 2018 dieron como resultado un gobierno de mayoría de centroderecha bajo el líder del Partido Conservador Progresista, Doug Ford. En 2022, el Gobernador Doug Ford fue reelecto para un nuevo período.

## Demografía

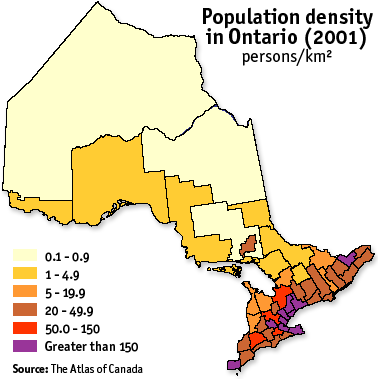
Densidad de población de Ontario.

Ontario es la provincia más poblada de Canadá. Más del 80 % de la población de Ontario vive en ciudades, y esta tasa está aumentando. Esta provincia posee las ciudades más grandes que cualquier otra provincia canadiense.
El censo nacional canadiense de 2021 estimó la población de Ontario en 14 223 942 habitantes, un crecimiento del 5.8 % sobre la estimación del censo de 2016, de 13 448 494 habitantes.
Más del 92 % de la población de la provincia vive en una estrecha franja que va de Windsor hasta Ottawa. Esta región comprende solo un 12 % del área de Ontario. La región metropolitana de Toronto concentra, sola, 5,6 millones de habitantes, y la región metropolitana de Ottawa posee otros 1,1 millones.
Fuente: Statistics Canada
| Gráfica de evolución demográfica de Ontario entre 1871 y 2023 |
|                                                               |

### Composición étnica (censo de 2001)

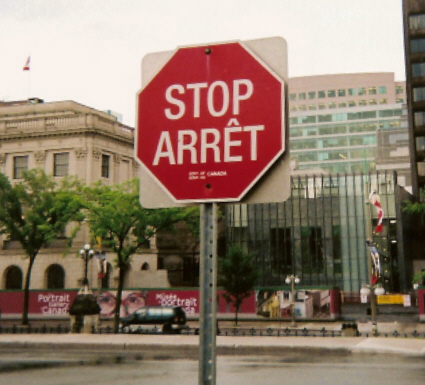
Señal de alto bilingüe en Ottawa, un ejemplo de bilingüismo a nivel del gobierno federal

Composición racial de la población de Ontario:

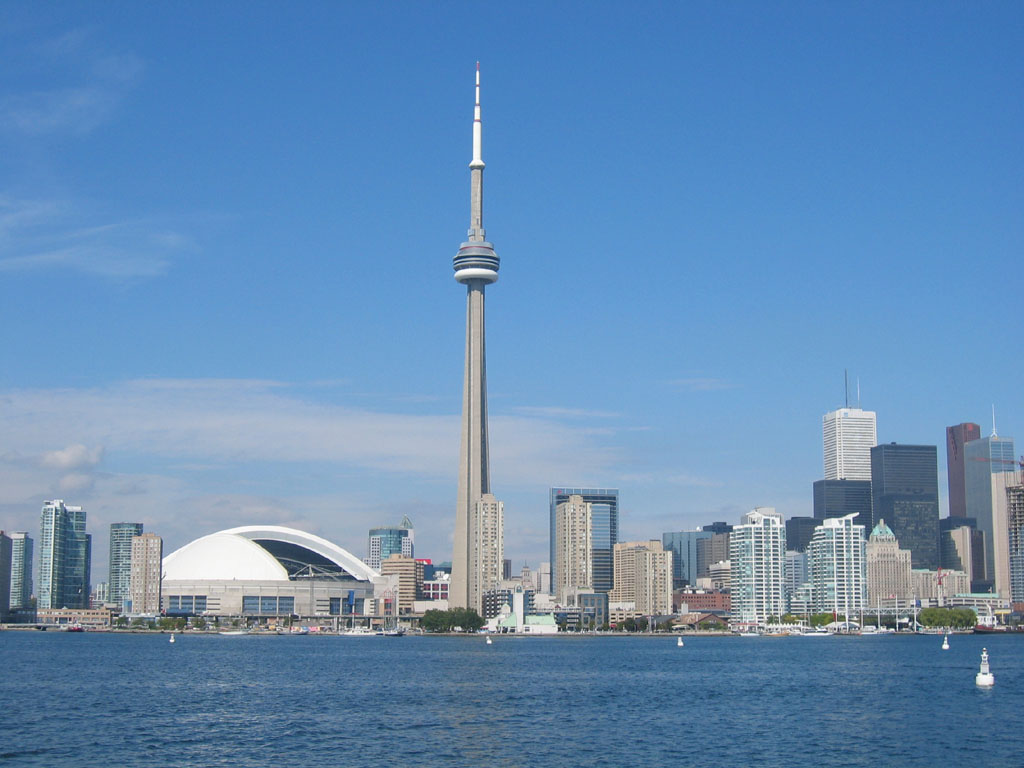
Toronto.

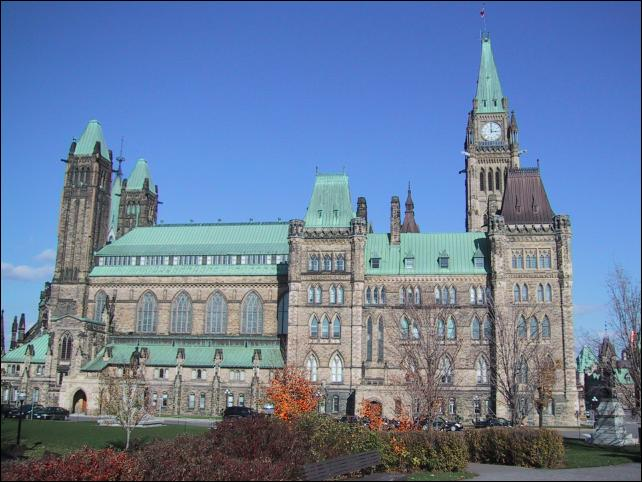
El Parlamento de Canadá, en Ottawa.

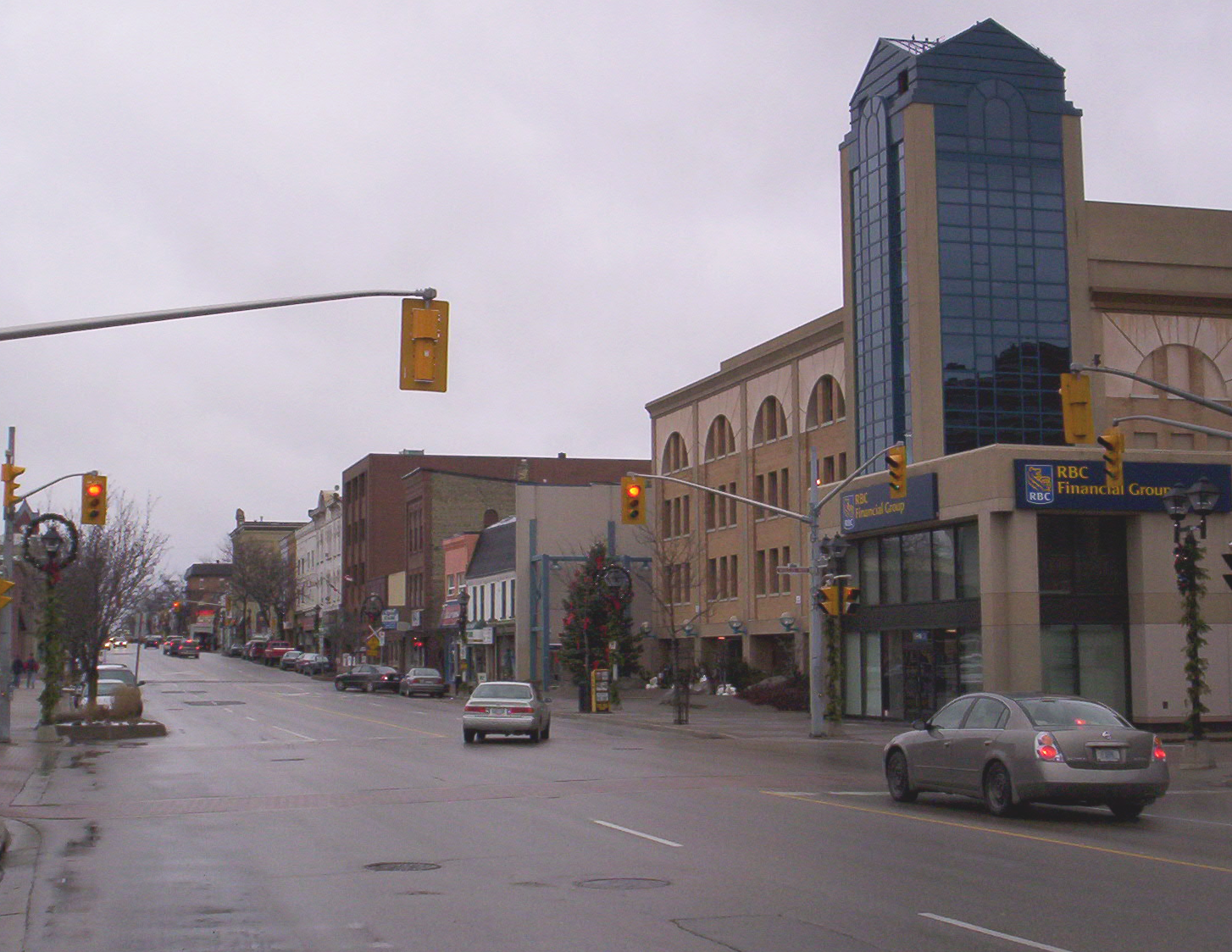
Waterloo.

- 80,9% Blancos - Principales etnias: ingleses, irlandeses, escoceses, franceses, alemanes e italianos.
- 4,9 % Sur-asiáticos
- 3,9 % Hispanos (de cualquier etnia)
- 3,7 % Chinos
- 3,6 % Afrocanadienses
- 3,0 % Otras etnias
- 1,7 % Primeras naciones (aborígenes)
- 1,3 % Filipinos

Los mayores grupos étnicos que componen la población de Ontario son los ingleses, escoceses, irlandeses, franceses, alemanes, italianos, chinos.
Ontario posee aproximadamente 66 000 nativos indígenas. Un 45 % de ellos vive en una de las 186 reservas indígenas administradas por la provincia, que cubren un total de más de 700 000 hectáreas. Otros 150 000 habitantes de la provincia poseen ascendencia indígena.

### Idiomas
Según el censo de 2021, el 65.1 % de los habitantes de Ontario tiene como lengua materna el inglés, el 3.3 % habla francés como lengua materna y el 26.9 % tiene otra lengua materna.
El inglés es la única lengua oficial, aunque los francófonos de Ontario desempeñan un papel esencial en la vida cultural de la provincia y conforman la mayor minoría lingüística. El gobierno provincial proporciona servicios en francés en las regiones donde la población francófona es lo suficientemente alta, como es el caso de la ciudad de Ottawa, donde el francés y el inglés son cooficiales. Toronto tiene más hablantes de italiano que cualquier otra ciudad fuera de Italia.

### Religiones
Según el censo de 2021, los principales grupos religiosos de Ontario son:
- 52.1 % Cristianos
- 31.6 % Sin ninguna afiliación religiosa (ateísmo, agnosticismo, etc.)
- 6.7 % Musulmanes
- 4.1 % Hindúes
- 1.4 % Judíos
- 1.2 % Budistas
- 2.1 % Sikhs

### Principales ciudades
- Toronto
- Ottawa

- Mississauga
- Brampton

- Hamilton
- London
- Markham
- Vaughan
- Kitchener
- Windsor

### Educación

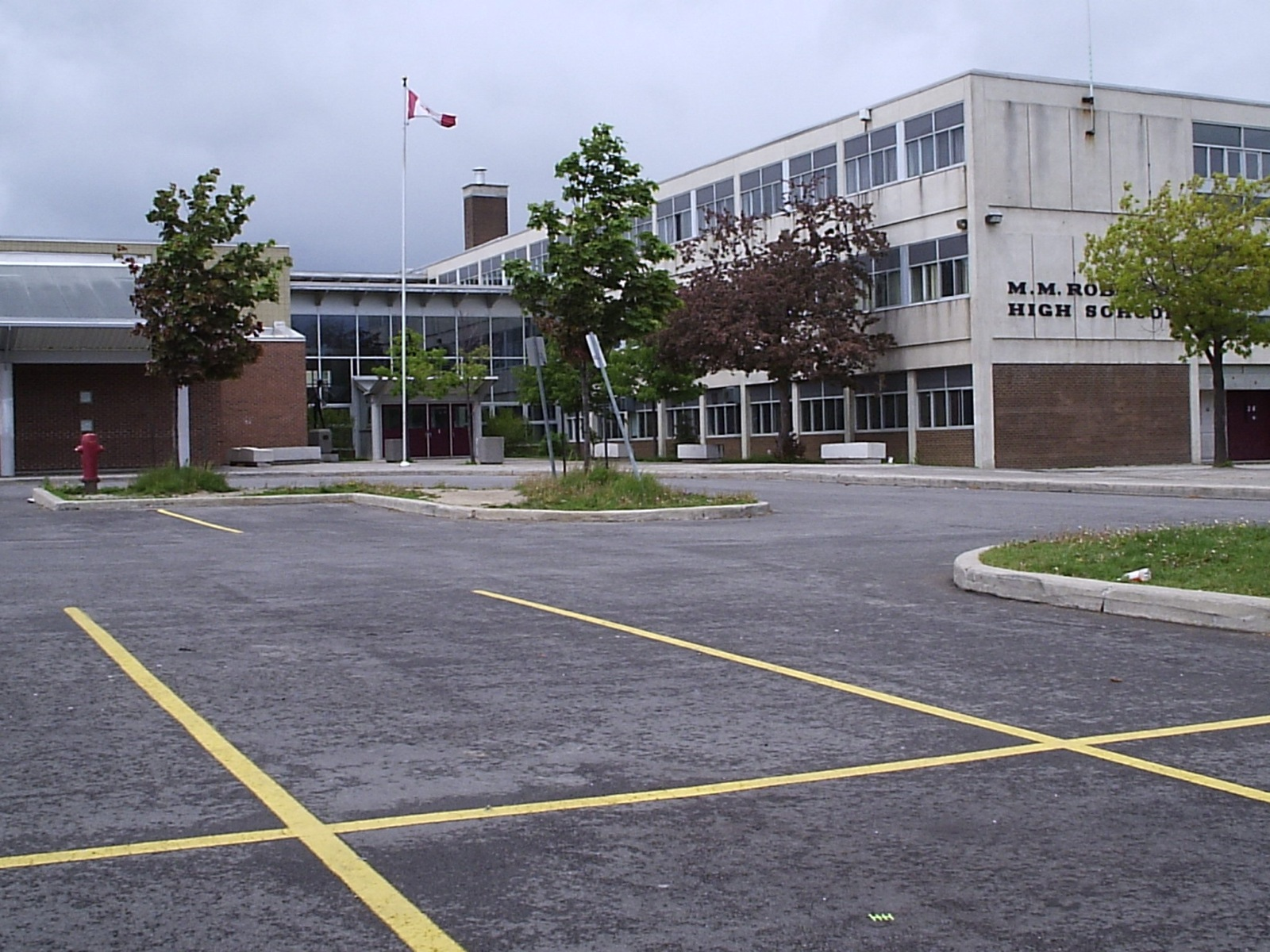
El M.M. Robinson High School, en Burlington

Las primeras escuelas en ser construidas en lo que es actualmente Ontario fueron inauguradas durante la década de 1780. Estas escuelas —common schools— enseñaban solo hasta lo que constituye actualmente la educación básica o elemental. En 1807, una ley obligó a la entonces colonia británica de Canadá Superior a construir una escuela secundaria —grammar school— en cada uno de los ocho distritos de la colonia. La colonia dio a las ciudades y a las villas donde estaban situadas tales escuelas la responsabilidad de administración. Muchas de estas ciudades y villas cobraban por la enseñanza.
Durante la década de 1870, el sistema escolar público de Ontario adquirió el formato de hoy día —organización entre elementary schools (de 1.er a 8.º curso) y high schools (de 9.º a 12.º curso). Cada ciudad —o, en regiones menos densamente pobladas, distritos educativos, que comprende un gran área y diversas villas de alrededor— está servida por un distrito escolar. Todas las instituciones de educación de Ontario deben seguir patrones dictados por la provincia, como los libros de texto a usar, y la prohibición de cobrar por la enseñanza, por ejemplo. Además de las escuelas públicas administradas por los municipios, existen también escuelas administradas por la Iglesia católica y varias escuelas privadas. La educación es obligatoria para todos los niños y adolescentes con más de seis años de edad, hasta la conclusión de la educación secundaria o hasta los dieciséis años de edad.
En 1999, las escuelas públicas de la provincia atendieron a cerca de 2038 millones de estudiantes, y empleando aproximadamente a 110 000 profesores. Por su parte, las escuelas privadas atendieron a cerca de 90 600 estudiantes, y empleando aproximadamente a 7100 profesores. El sistema de escuelas públicas de la provincia utilizó cerca de 17 108 millones de dólares canadienses, y el gasto de las escuelas públicas por estudiante es aproximadamente de 8000 dólares canadienses.
Tanto las escuelas públicas como las escuelas católicas son mantenidas a través de impuestos municipales y de subvenciones que ofrece el gobierno de Ontario. La mayor parte de las escuelas existentes en la provincia enseñan en inglés, si bien hay algunas, localizadas en ciudades que poseen una notable población francófona, que lo hacen en francés.
En noviembre de 1997, los sindicatos de profesores de Ontario convocaron una huelga que duró dos semanas. Fue la huelga de profesores más larga de Norteamérica.

#### Bibliotecas

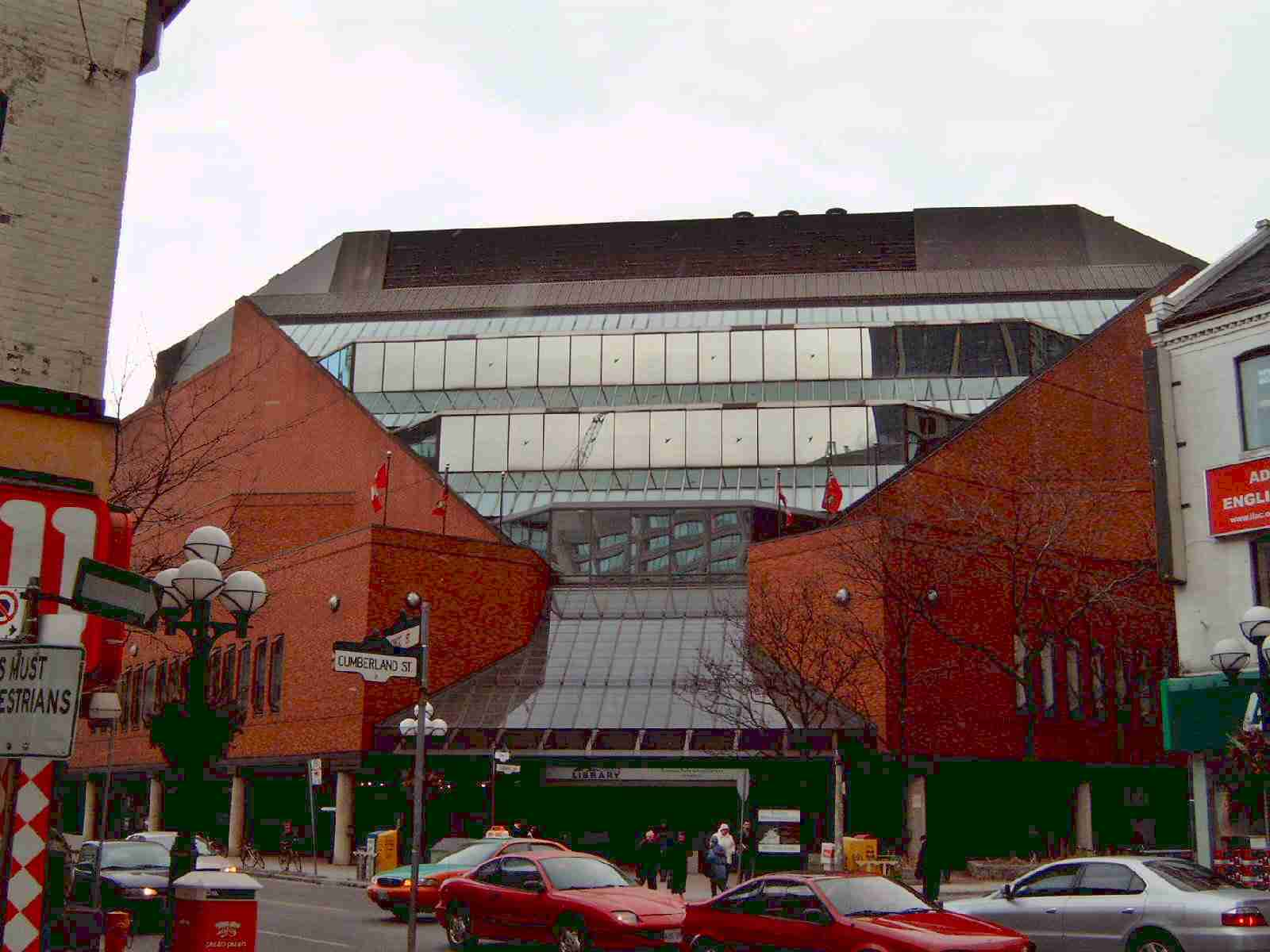
La Toronto Reference Library

La primera biblioteca pública de Ontario fue construida en Niagara-on-the-Lake, en 1800. Este número había aumentado hasta 60 en el año de la independencia de Canadá, 1867. Actualmente, existen centenares de bibliotecas públicas a lo largo de la provincia, gestionadas por el gobierno provincial, los municipios o instituciones educativas. Además de eso, la Biblioteca Nacional de Canadá está localizada en la provincia, en Ottawa.
La Toronto Public Library (Biblioteca Pública de Toronto) es el mayor sistema de bibliotecas públicas de Canadá y el segundo más dinámico (por cantidad de visitas) del mundo después de la Biblioteca Pública de Hong Kong. Consta de 99 bibliotecas y cuenta con un patrimonio de 11 millones de materiales, entre libros, CD y vídeos.

#### Instituciones de enseñanza superior

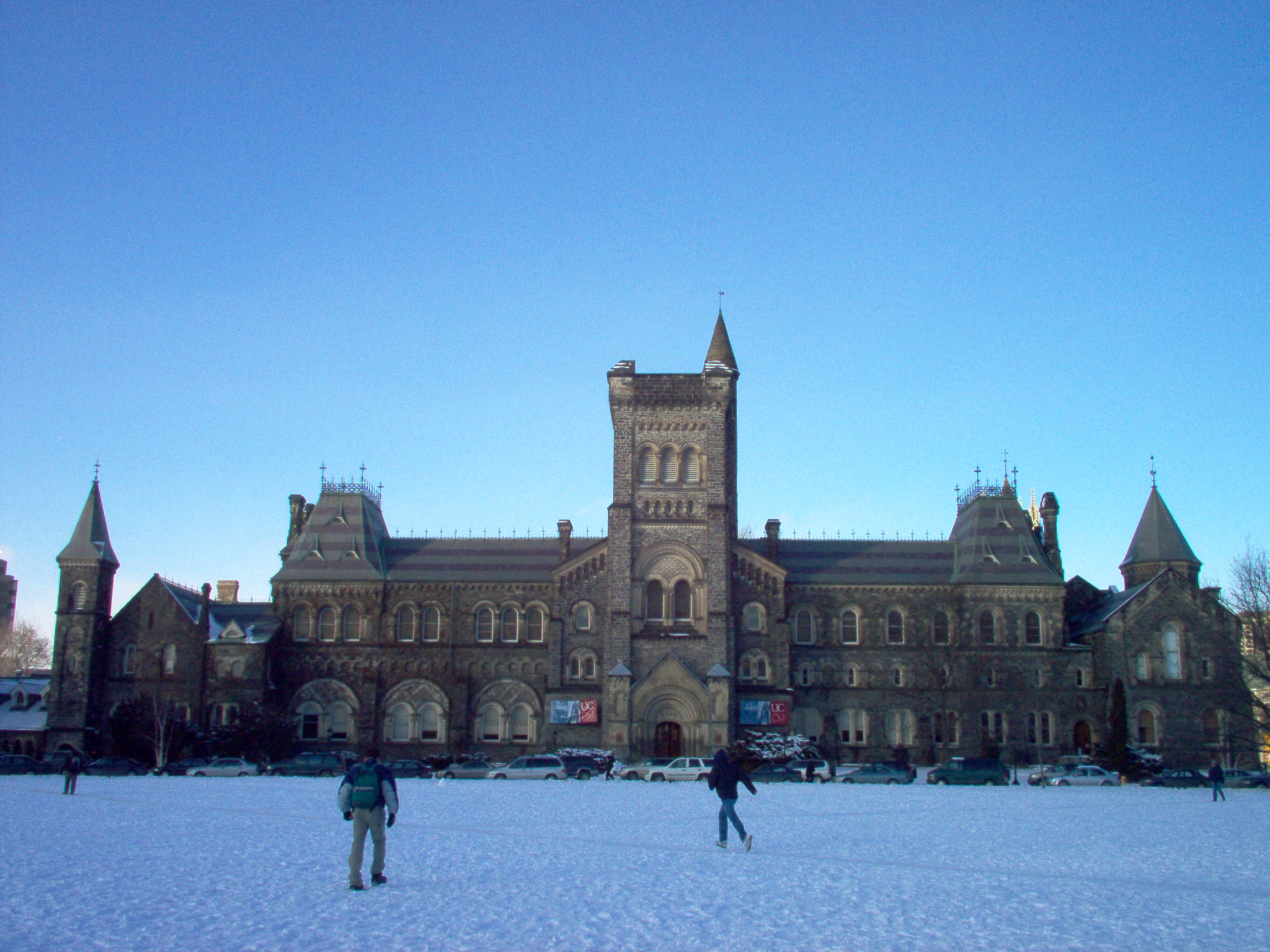
Vista del campus central de la Universidad de Toronto

La Universidad de Toronto es la mayor universidad de Canadá, y una de las más renombradas del país. Fue fundada en 1827, como King's College. En 1850, el nombre de la institución cambió al nombre actual. Es conocida internacionalmente principalmente por sus programas en el área de la medicina, el derecho y los idiomas en general. Es la universidad que recibe más presupuestos del gobierno provincial y nacional, y una de las que tiene un mayor presupuesto del mundo.
Aparte de la Universidad de Toronto, Ontario posee otras 27 universidades y facultades. La Universidad de Waterloo, en Waterloo, es conocida por su programa de ingeniería. La Universidad de Queen, en Kingston, es conocida por su programa en Geología Mineral, además junto con la Universidad McMaster, en Hamilton, son conocidas por sus programas de medicina. La Universidad de Guelph es reconocida por su programa de investigación.

### Salud

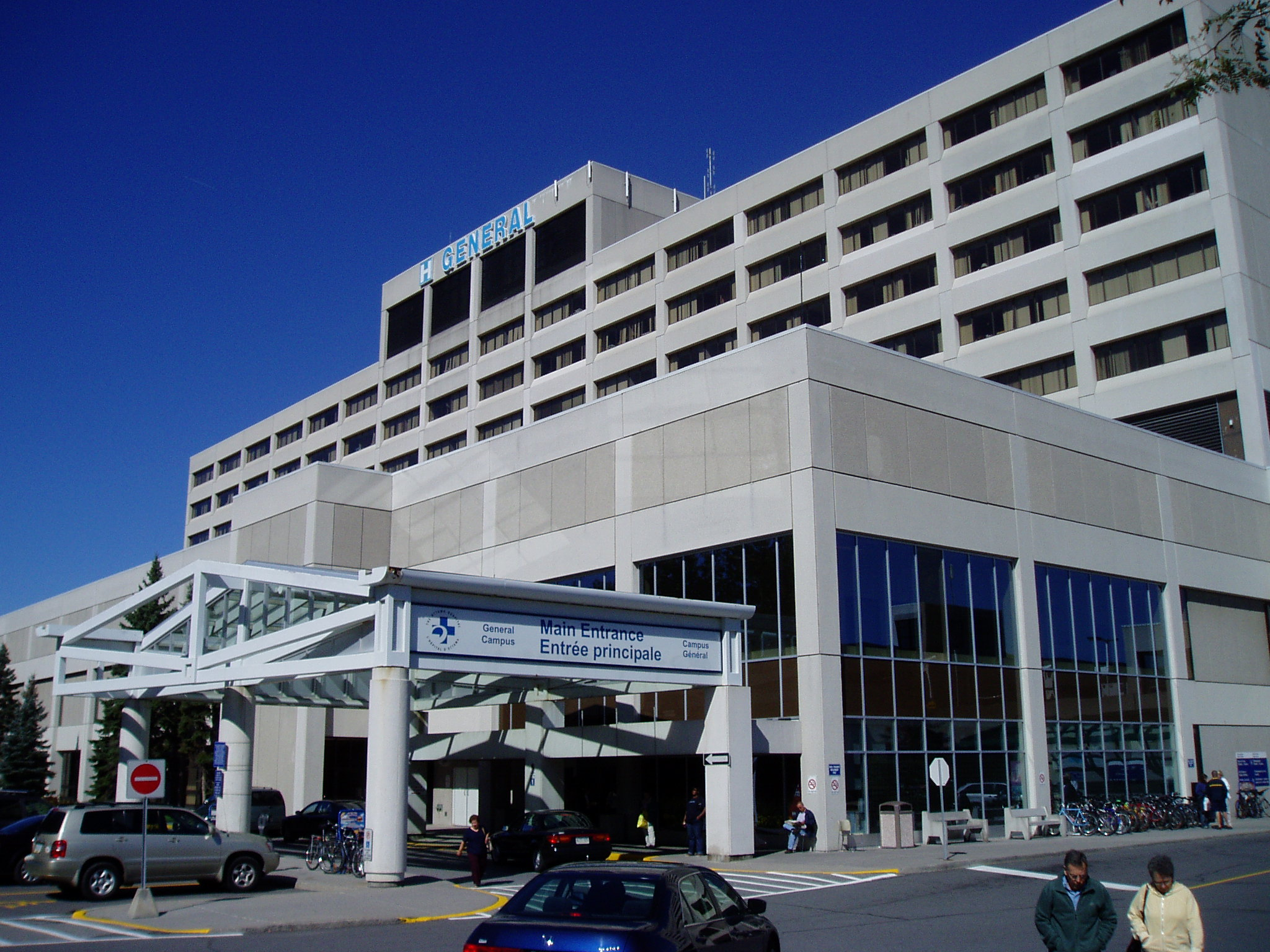
El edificio principal del Hospital de Ottawa

El Ministerio de la Salud y de los Cuidados a largo plazo de Ontario (llamado en inglés Ministry of Health and Long-Term Care y en francés Ministère de la Santé et des Soins de longue durée) se encarga de la administración del sistema sanitario de la provincia y de la prestación de servicios a la población de Ontario por medio de diversos programas, como seguros de enfermedad, programas de medicamentos, cuidados a los enfermos mentales, cuidados a largo plazo, cuidados a domicilio, servicios de salud comunitaria y de salud pública, promoción de la salud y prevención de enfermedades. También regula los hospitales y las casas de reposo, administra los centros psiquiátricos y laboratorios médicos y coordina los servicios de urgencias.
La Ontario Hospital Association (OHA), fundada en 1924, representa a 159 hospitales públicos de la provincia.
En la primavera de 2003, Ontario se vio gravemente afectada por una epidemia de síndrome respiratorio agudo severo, más conocido como neumonía asiática, en los hospitales de la provincia. Las autoridades sanitarias competentes ordenaron la puesta en cuarentena de miles de personas. En total, se dieron 44 muertes y 375 casos de infección en dos oleadas.

## Economía

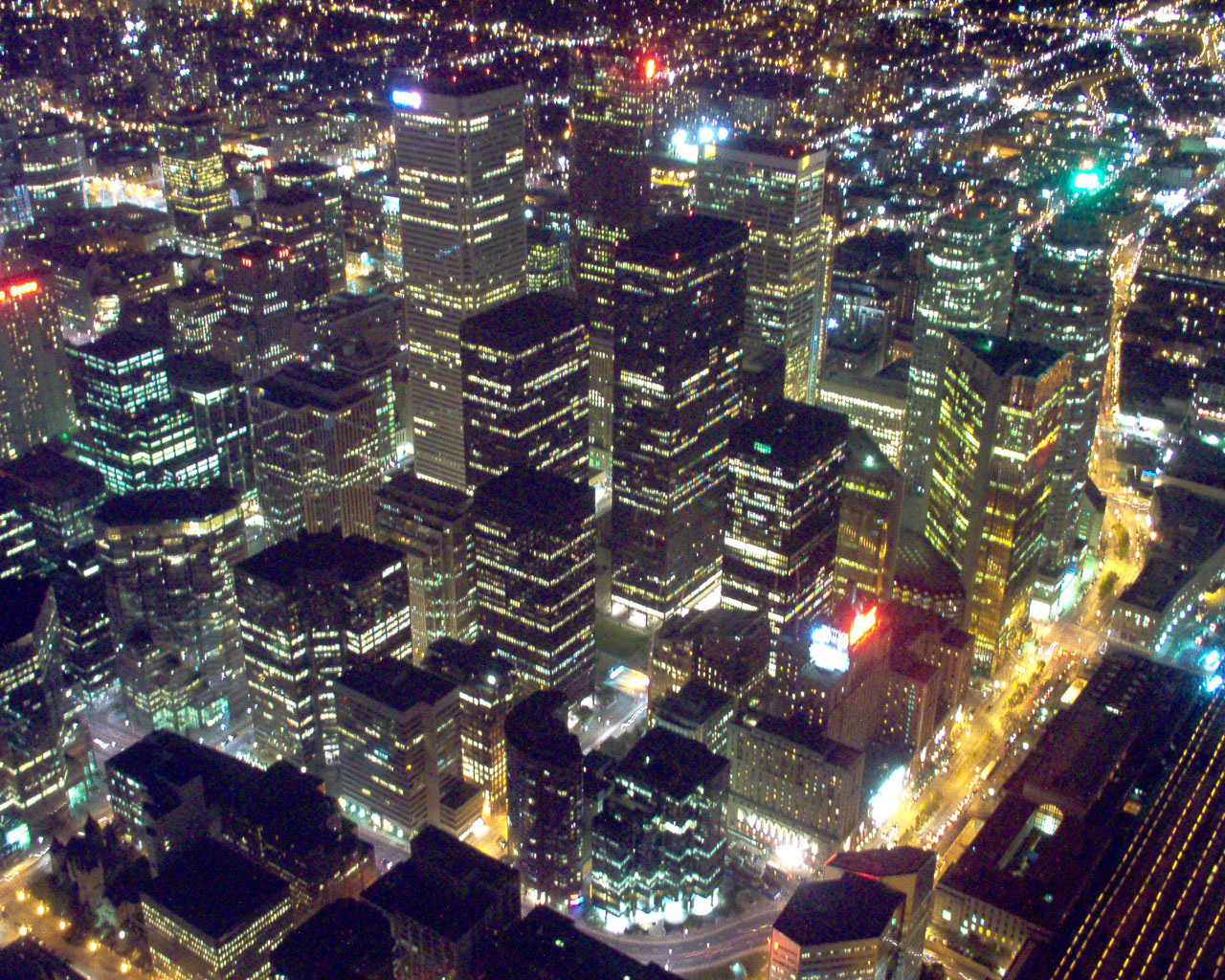
El centro financiero de Toronto de noche.

Ontario es una de las subdivisiones nacionales más ricas y prósperas económicamente de América del Norte, gracias a su economía fuerte y variada, a su población en gradual crecimiento y a la existencia de mano de obra cualificada. El producto interior bruto de Ontario en 2003 fue de 538 386 millones de dólares canadienses (39,3 % de Canadá) y la renta per cápita, de 33 428 dólares. Por su parte, la tasa de desempleo se situaba en el 6,6 %. La economía de Ontario se beneficia de su proximidad a los grandes centros de consumo de Estados Unidos. La provincia canadiense está próxima a varias grandes ciudades americanas, mercados en potencia para los productos canadienses.

### Reparto por sectores
- El sector primario es responsable de un 1,5 % del PIB de Ontario. Actualmente, posee cerca de 67 000 granjas, que ocupan cerca de un 5 % de la provincia. La agricultura y la ganadería emplean juntas a cerca de 140 000 personas, y corresponden a un 1% del PIB. La disminución del número de granjas en las últimas décadas hizo que el tamaño medio de las granjas de Ontario creciera. La silvicultura corresponde a cerca de un 0,5 % del PIB, empleando aproximadamente a 90 000 personas. La pesca corresponde a menos del 0,01% del PIB, empleando a cerca de mil personas.

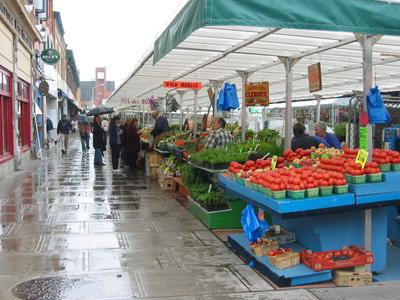
Mercado Byward, en Ottawa.

- El sector secundario es responsable de un 27,5 % del PIB de la provincia. La industria manufacturera es responsable de un 22 % del PIB provincial, empleando aproximadamente a 1,1 millones de personas. La industria es la mayor fuente de ingresos de la provincia. La industria manufacturera de Ontario emplea a más de la mitad de todos los trabajadores industriales de todo Canadá. Los principales productos fabricados en Ontario son automóviles, camiones y similares, productos electrónicos tales como televisiones y computadoras, acero (Hamilton es uno de los mayores centros siderúgicos del mundo) productos alimenticios y productos químicos.

La industria constructora emplea aproximadamente a 325 000 personas y es responsable de aproximadamente un 4,5 % del PIB de la provincia. Y la minería, anteriormente una de las principales fuentes de ingresos de la provincia, entró progresivamente en declive con la diversificación de la economía de Ontario y con la creciente modernización en esta área en las últimas décadas —actualmente, la minería corresponde a solo un 1 % del PIB de Ontario, empleando a cerca de 35 200 personas. La provincia posee grandes reservas de níquel —un octavo del níquel del mundo es producido en Ontario— cobalto, cobre, oro, plata y zinc.
- El sector terciario corresponde a un 71 % de todo el PIB de Ontario. Los servicios comunitarios y personales corresponden a un 23 % del PIB provincial, y emplean a más de 2,25 millones de personas. Los servicios financieros e inmobiliarios emplean a 390 000 personas, y son responsables de un 22 % del PIB de Ontario. Toronto es la capital financiera de Canadá. El comercio al por mayor y al por menor corresponde a un 15% del PIB de la provincia, y emplea aproximadamente a 1,4 millones de personas. Los transportes y telecomunicaciones emplean aproximadamente a 46 000 personas y corresponden a un 8 % del PIB de la provincia. Los servicios gubernamentales corresponden a un 5 % del PIB de Ontario y emplean a 275 000 personas. Por último, los servicios públicos corresponden a un 3 % del PIB de la provincia, empleando a cerca de 560 300 personas. Cerca de un 50 % de la electricidad generada en Ontario se produce en centrales nucleares, un 25 % en centrales hidroeléctricas, y la mayor parte de lo restante se produce en centrales termoeléctricas en general (que pueden utilizar carbón, petróleo o gas natural como combustible).

### Agricultura, silvicultura y pesca

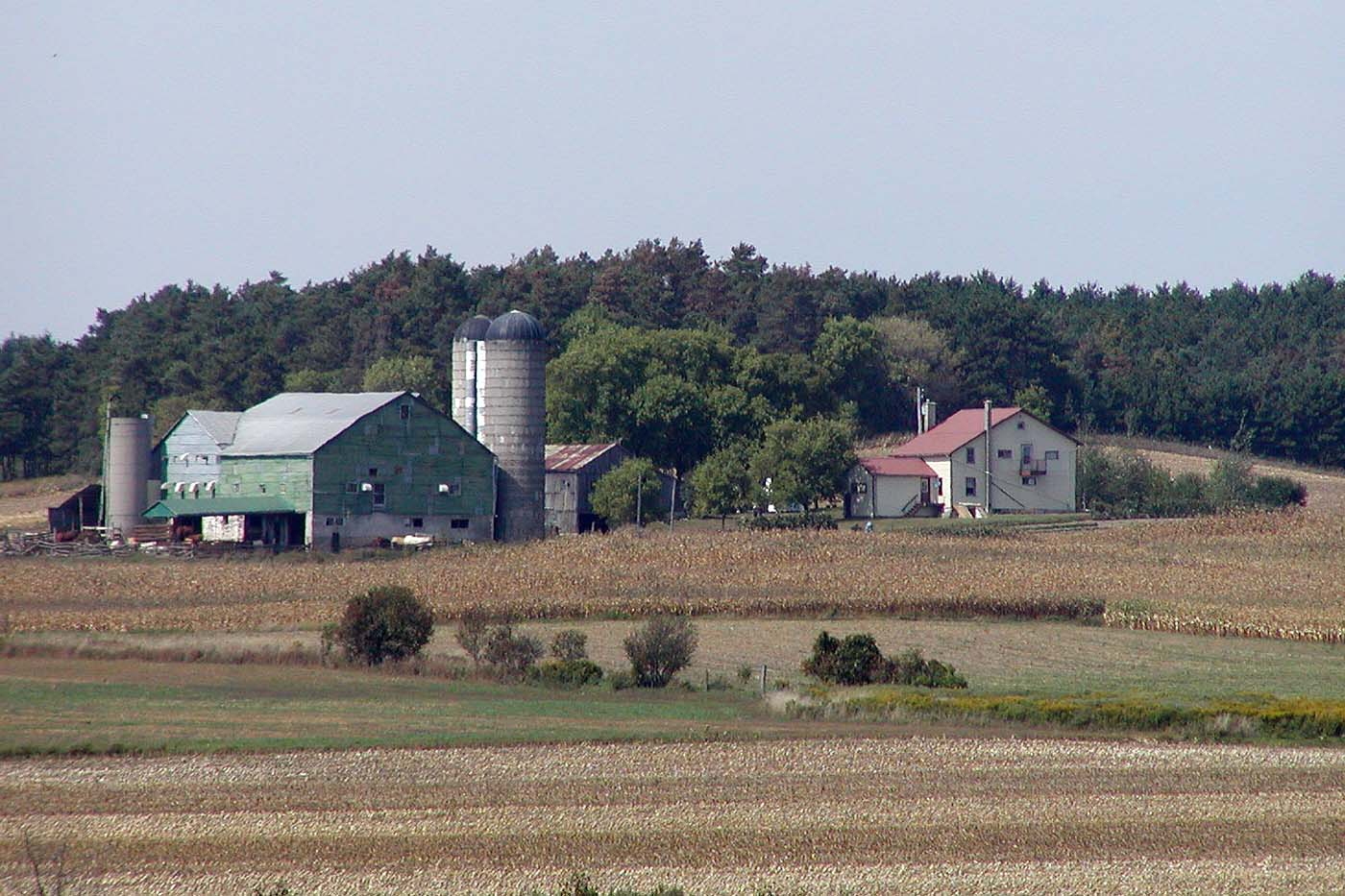
Una granja en Kitchener.

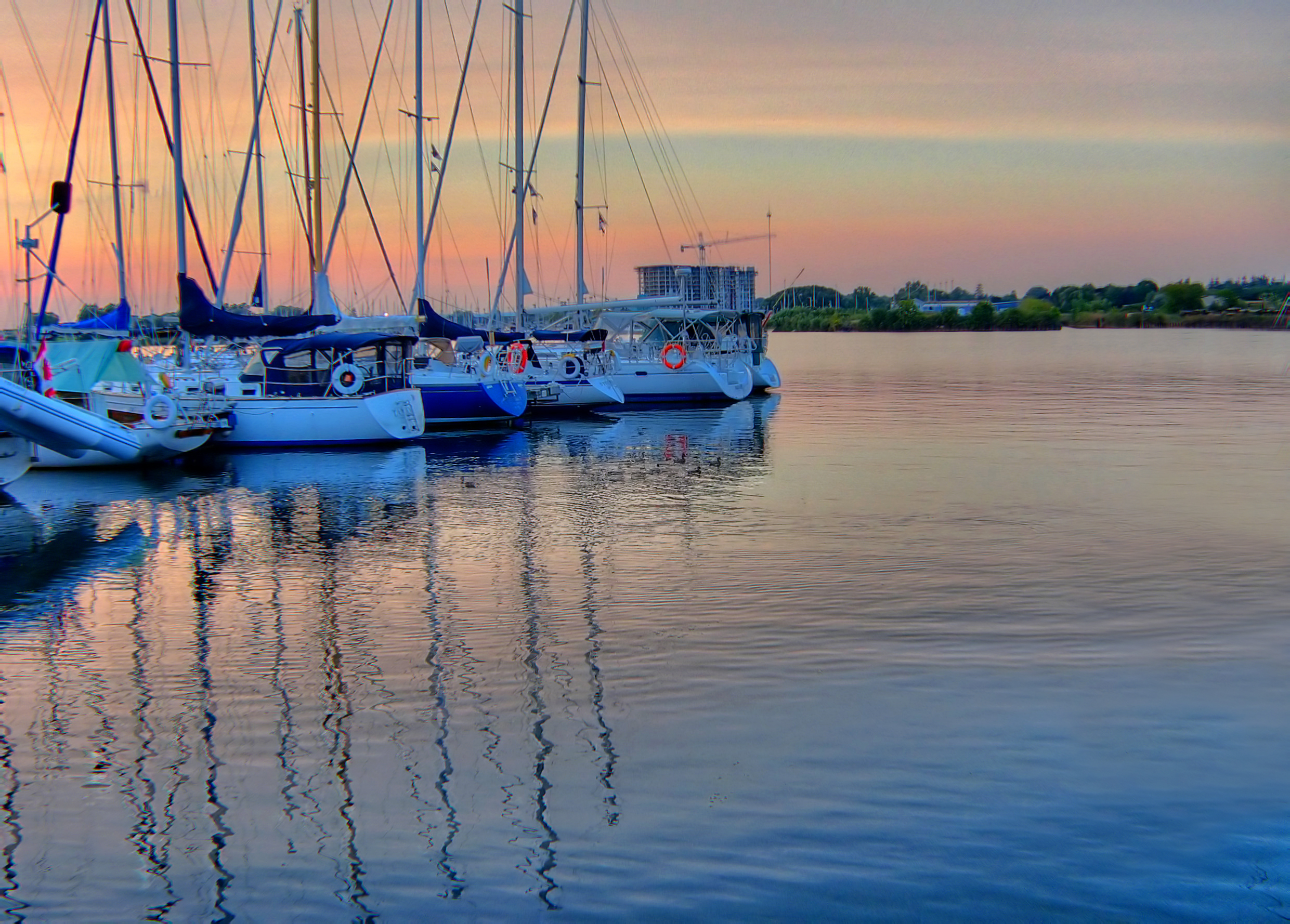
El puerto de Whitby.

En otra época el sector dominante, la agricultura ocupa hoy a un pequeño porcentaje de la población. La cantidad de granjas ha disminuido de 68 633 en 1991 a 59 728 en 2001, aunque han aumentado en tamaño medio y muchas otras se están mecanizando. Las granjas de ganado, los graneros y las lecherías eran los tipos más comunes según el censo de 2001. La industria del cultivo de fruta, uva y verdura se localiza principalmente en la península de Niágara y a lo largo del lago Erie, donde también están situadas las granjas de tabaco. La producción de tabaco ha disminuido notablemente, lo que ha conducido a un aumento de nuevas alternativas de cultivos que están ganando una gran popularidad, como las avellanas o el ginseng. La Massey Ferguson Ltd., una de las mayores empresas fabricantes de herramientas agrícolas del mundo, surgió en Ontario, lo que pone de relieve la importancia que tuvo antaño la agricultura en la economía de la provincia.
Los bosques cubren 700 millones de hectáreas de la superficie de la provincia (el 65 %), de los cuales solo un tercio está calificado como explotable. La mayor parte (90 %) pertenece a la provincia, lo que significa que las compañías madereras deben obtener una autorización del gobierno antes de comenzar cualquier actividad de explotación. En 2001, los beneficios provenientes de esta industria ascendieron a 18.000 millones de dólares. Más de 90% de la producción de papel y pulpa de papel se destina al mercado americano.
La antaño próspera industria pesquera de Ontario ha conocido una debacle considerable. Esto es debido, entre otros factores, a las capturas excesivas y al deterioro de la calidad del agua del lago Erie.
A causa de este declive, este sector tiene una contribución muy pequeña a la economía provincial, aunque todavía es una importante fuente de ingresos en las comunidades del norte. La modesta industria de la pesca comercial de Ontario ha sido víctima de la contaminación del medio hídrico, que también afecta a la pesca deportiva, una actividad muy popular en los ríos y lagos de la provincia, con 814 887 practicantes habituales en 2000.

### Industria

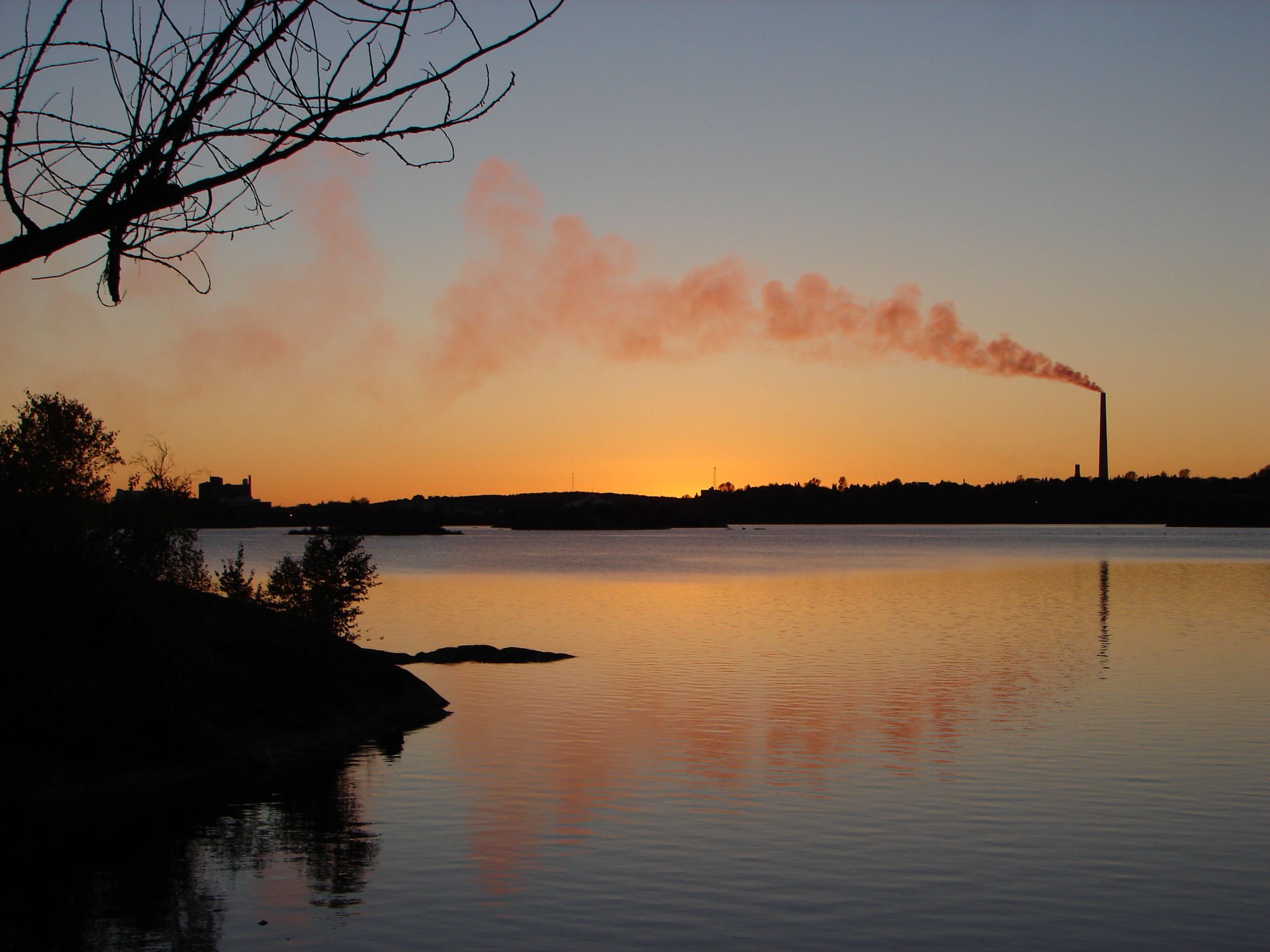
Atardecer en Sudbury.

Ontario ha sido desde siempre la provincia industrial por excelencia de Canadá. Ya lo era en la época de la Confederación, y esta tendencia ha favorecido después el posterior desarrollo industrial de la provincia, gracias a su eficiente red de transportes, abundantes recursos naturales y la proximidad al mercado estadounidense. El valor total de los productos fabricados en Ontario en 2005 fue de 300 millones de dólares canadienses, lo que supone el 51 % de los productos elaborados de Canadá. En Toronto se encuentran las sedes de una gran cantidad de compañías canadienses del sector industrial. Además, el hecho de que la provincia se encuentre próxima a los principales centros de la industria automovilística estadounidense (caso de Detroit, por ejemplo) también ha favorecido la implantación de fábricas allí.
El Área Metropolitana de Toronto es la zona industrialmente más dinámica, con la mitad de todas las industrias manufactureras de la provincia, seguida de Hamilton, Windsor, St. Catharines-Niagara y London. A finales de los años 70, Ottawa fue perfilándose como centro industrial de la alta tecnología de Canadá, al estilo del Silicon Valley californiano. La provincia cuenta cerca del 60% de las industrias de tecnología punta de Canadá.

### Minería
El desarrollo de la industria minera está estrechamente ligado a la consolidación de Toronto como centro financiero de Ontario y de Canadá. El níquel estimuló la prosperidad de la región de Sudbury. A principios de siglo, los yacimientos de plata, plomo y zinc atraen a los buscadores a la localidad de Cobalt, y el oro contribuye a estimular la actividad económica de la provincia (y, en cierta medida, del país) durante los años 30. En los años 50, el descubrimiento de un filón de uranio excepcionalmente rico en Elliot Lake impulsa de nuevo la economía de Ontario.
Las minas han desempeñado desde siempre un rol fundamental en la economía de la provincia, aunque ha conocido épocas de crisis en los años 80 y comienzo de los 90, cuando el mercado internacional registró una bajada en todos los sectores mineros. A pesar de todo, en 2005, el valor de toda la producción minera en Ontario ascendía a 7.220 millones de dólares, de la cual los minerales metálicos representaban el 66 por ciento y los minerales no metálicos, el 34 por ciento. Aquel mismo año, la provincia produjo el 36 % de los minerales metálicos y el 23 % de los minerales no metálicos de todo Canadá. Siguiendo en 2005, los cinco minerales de más valor extraídos en la provincia fueron el níquel (2116 millones), el oro (1227 millones), el cobre (797 millones), los metales del grupo del platino (328 millones) y el zinc (183 millones). Combinados, representan el 97 % del valor total de la producción de minerales metálicos de Ontario.

### Energía

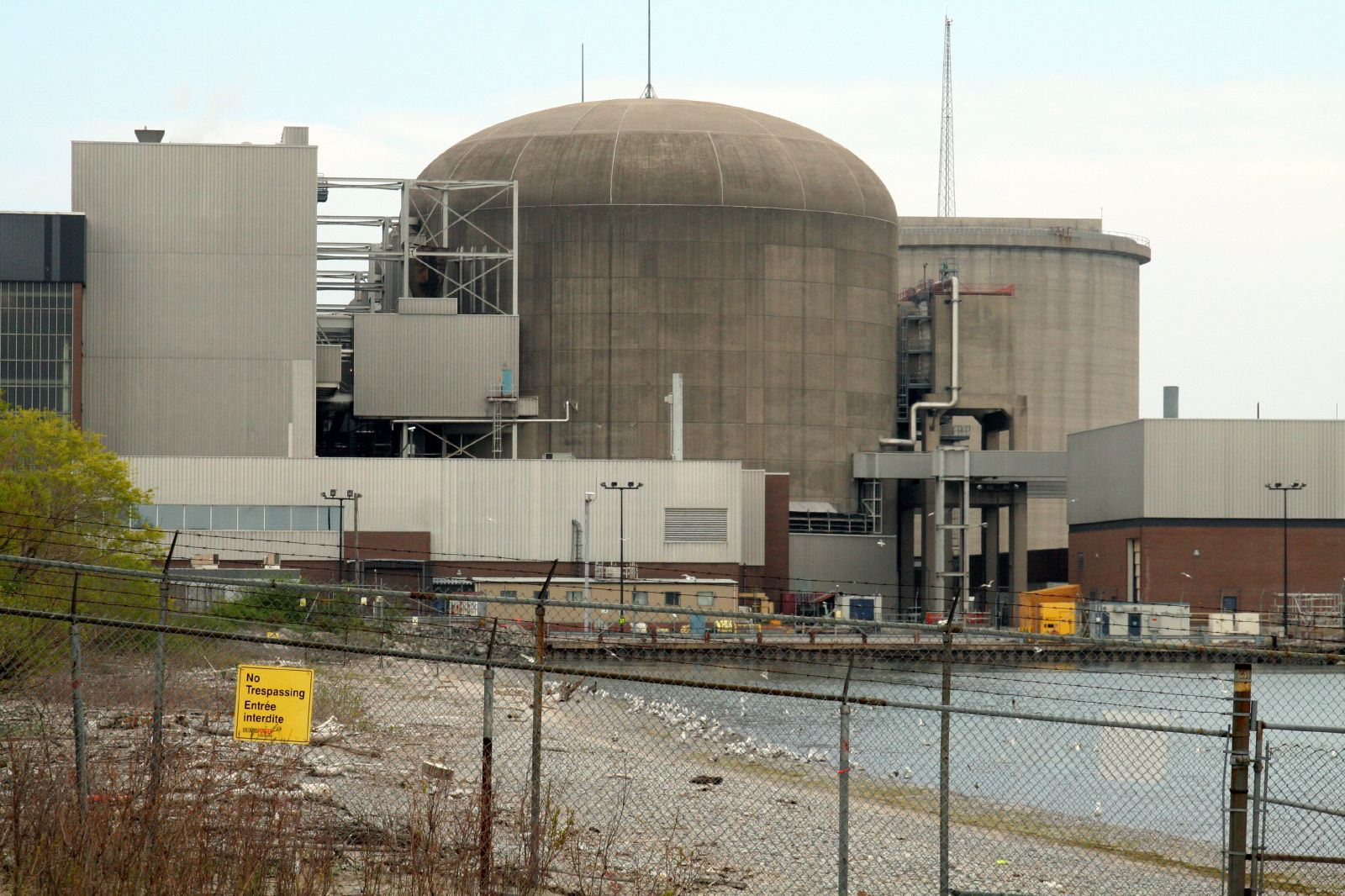
Central Nuclear de Pickering, en Pickering

Desde siempre, Ontario ha tenido que importar energía. En tiempos de los primeros colonos, la madera de los bosques cubría las necesidades de combustible, pero debido al rápido crecimiento urbano e industrial, se tuvo que recurrir a importar carbón de las minas de los estados de Ohio, Pensilvania y Virginia Occidental, ya que era mejor y menos caro que el que se extraía en Nueva Escocia. En las proximidades de la bahía de James, Ontario posee yacimientos de carbón, aunque su explotación no parece rentable. Por lo que respecta al petróleo y al gas natural, la provincia lleva ventaja: se han venido explotando sus yacimientos petrolíferos desde finales de la década de 1850. Por otra parte, el gas natural ha sido descubierto algo después, y durante mucho tiempo Ontario fue el primer productor de estos productos en Canadá. No obstante, esta aportación en la actualidad no representan más que una pequeña parte de la producción global de energía. En la década de 1890, Canadá comenzó a desarrollar su potencial hidroeléctrico a gran escala con la construcción de generadores y líneas de transmisión en Niagara Falls, Ontario.

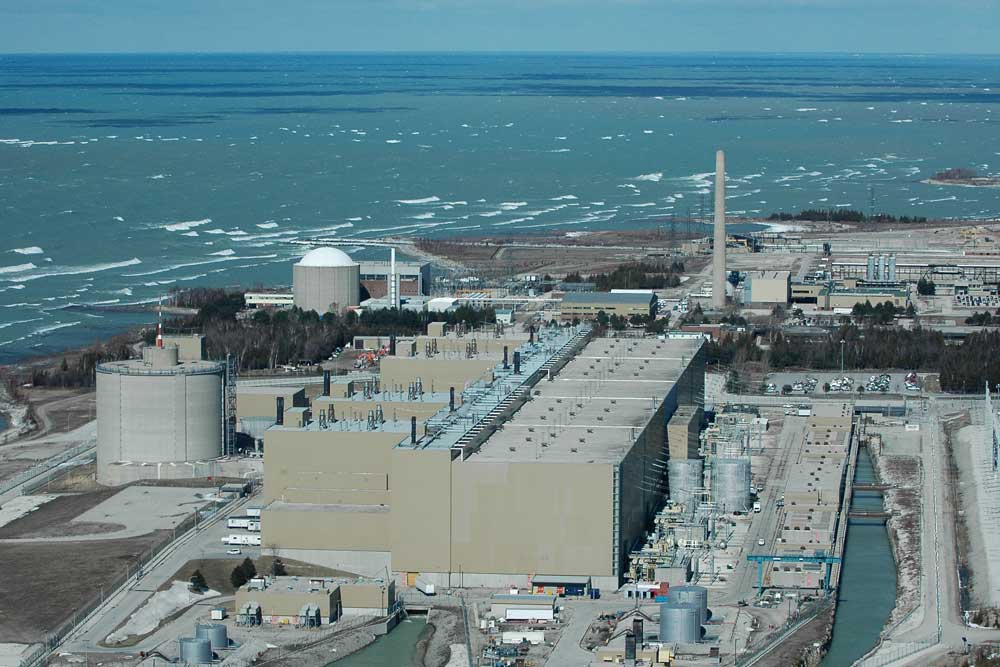
Reactor CANDU de la Central nuclear Bruce

En 2004, la energía nuclear representaba casi la mitad de la producción eléctrica de Ontario. La Central Nuclear de Bruce, en Tiverton, fue inaugurada en 1967, y es la primera central de generación de energía nuclear de Canadá, pasando a estar completamente operativa en 1969. En 1997, Ontario Hydro autorizó el cierre y revisión general de 7 de sus 19 reactores porque consideraba que la compañía no tenía ni dinero ni personal para gestionarlos de manera segura.
Ontario es la región líder en refinado de petróleo de todo Canadá, contando con siete refinerías. La provincia es autosuficiente en lo concerniente a productos petrolíferos, y los exporta a otras provincias de Canadá y estados de Estados Unidos. El gas natural es el combustible esencial para todos los sectores de la economía provincial excepto para el transporte. Se utiliza en los sistemas de calefacción doméstica, comercial e industrial. La industria se está interesando por el gas natural para reducir las emisiones de gases de efecto invernadero.

### Comercio y finanzas

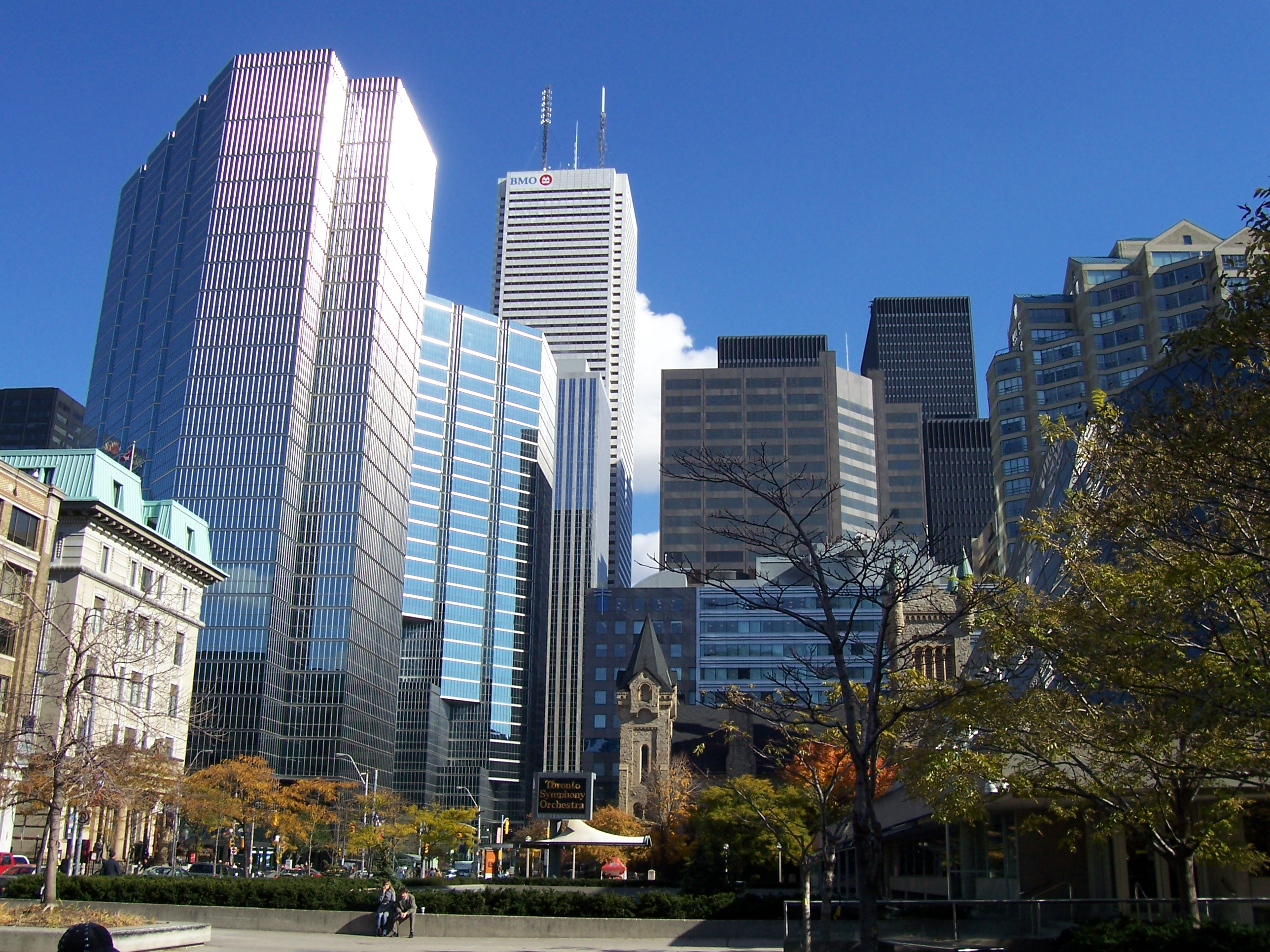
El centro financiero de Toronto

La Bay Street de Toronto constituye el corazón del sector financiero de Canadá. No en vano, la mayoría de las sedes sociales de los grandes bancos canadienses y de muchas grandes empresas encuentran en Toronto. La Toronto Stock Exchange es la mayor bolsa de valores del país. El First Canadian Place, poblado de oficinas de abogados, de contables y administradores, es el rascacielos más alto en el país (290 metros). Por su parte, la Torre CN, de 533 metros de alto, otro edificio comercial, es la estructura no sostenida por cables en tierra firme más alta del mundo. Toronto acoge las sedes de grandes empresas de seguros. Otras ciudades de Ontario, como Kitchener-Waterloo, y en especial London, albergan también varias sedes de compañías de seguros.
En 2005, los bancos canadienses gestionaban cerca de 3644 sucursales en Ontario, lo que representa el 43 % de todas las sucursales bancarias de Canadá. Además, aproximadamente el 55,4% de los empleos de Canadá relacionados con la banca se encuentran en Ontario. El número de sucursales demuestra claramente la preferencia de los habitantes de Ontario por el Canadian Imperial Bank of Commerce (CIBC), que cuenta con una larga presencia en la provincia.
En 2005, el valor las exportaciones totales de Ontario sumaban 200 700 millones de dólares canadienses, y las importaciones otros 228 500 millones. Los Estados Unidos son el mercado de exportación principal de Ontario (88,9 por ciento de todas las exportaciones) y el principal proveedor de productos importados (72,5 por ciento de todas las importaciones). Otros mercados de exportación son el Reino Unido, México, China y Japón. Los principales mercados de importación son México, China, Japón, y Alemania.
La fuerte densidad de población del sur de Ontario lo convierte en la región más activa de Canadá (en términos económicos) en lo que respecta a supermercados, distribuidores de vehículos de motor, tiendas de productos generales y estaciones de servicio. La proximidad de Ontario a los grandes mercados de Estados Unidos permite que los productos generados en la provincia no se encuentren muy lejos de gran parte de los consumidores estadounidenses.

### Impuestos
El nivel de imposición en Canadá sale beneficiado si lo comparamos con el de otros países desarrollados. Canadá posee un régimen completo de seguridad social, así como de sistemas de enseñanza y salud pública reputados por su eficiencia. Aun con toda la carga de estos servicios públicos subvencionados por el Estado, los impuestos de las sociedades y los impuestos profesionales siguen siendo competitivos comparados con los de Estados Unidos y con la media de los países del G-8.
La tasa de impuestos de las sociedades establecidas en Ontario es por lo general del 36,12 %. El impuesto de las ventas al por menor es del 8 % y se aplica a la mayoría de los productos y a algunos servicios. Numerosos productos están exentos, en particular los alimentos, las prendas de vestir para niños y la energía, así como el material y la maquinaria para la industria y la investigación.
En 2003, una familia media de Ontario tenía unos ingresos medios de 81 437 dólares canadienses. Esa misma familia pagó de media unos 39 071 dólares en materia de impuestos.

## Cultura

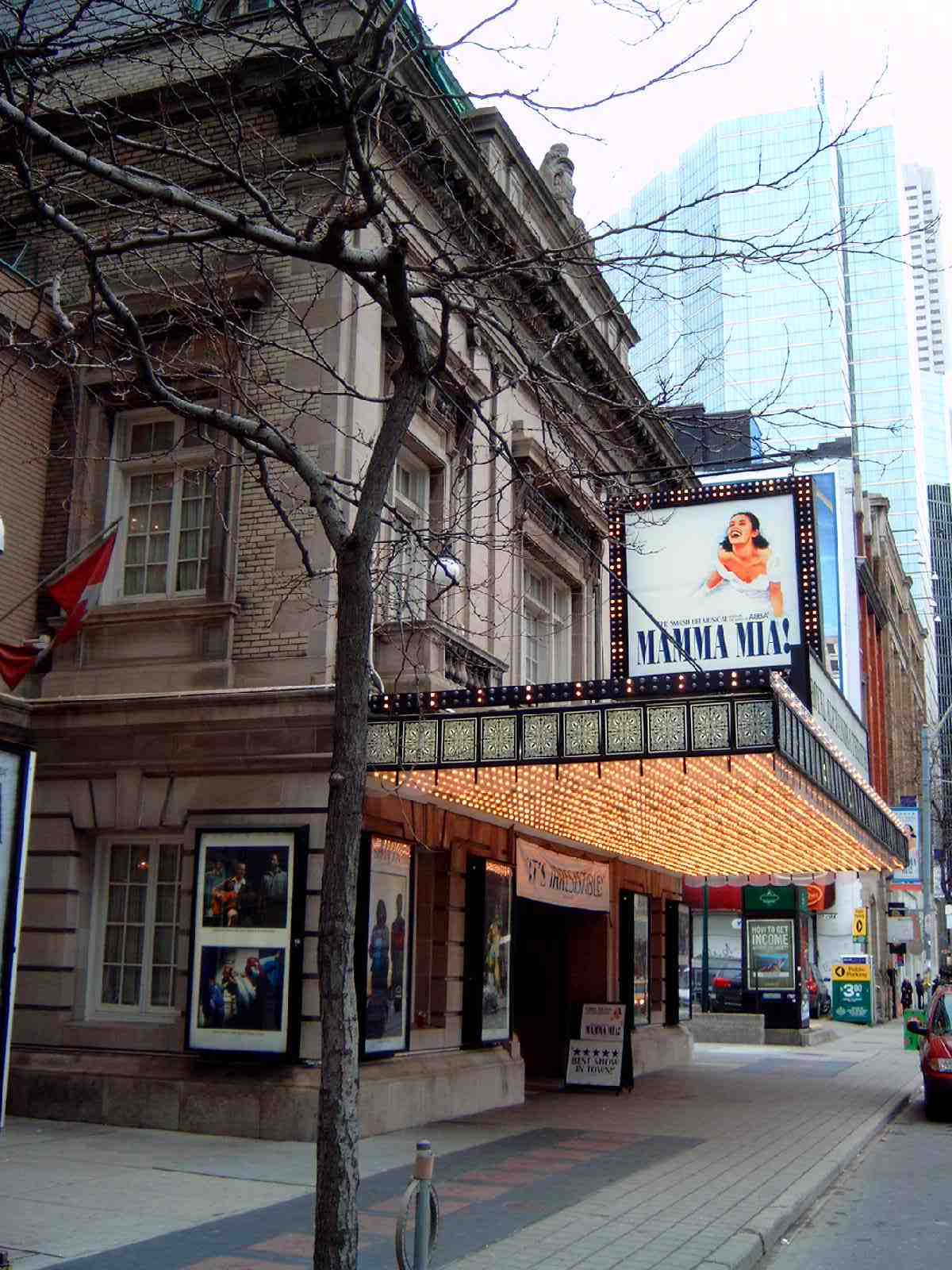
El Royal Alexandra Theatre, en Toronto

Poco queda de las formas de arte autóctonas, aunque los primeros habitantes de Ontario dejaron detrás de sí considerables vestigios culturales, desde los Serpent Mounds, cerca de Peterborough, a otras obras más modernas y más perfeccionadas de escultura y alfarería. Más tarde, los colonos trajeron su propio patrimonio cultural, inspirado en el modelo europeo. Las formas de mediados del siglo XIX, plasmadas en obras de arte contemporáneas, aún gozan de una cierta popularidad. En general, los artistas de Ontario siguen los estilos internacionales, ya sea en literatura, en arte o en arquitectura. Los esfuerzos artísticos y culturales se ven apoyados por diversas subvenciones gubernamentales federales o provinciales, que ofrecen, entre otros, organismos como el Consejo de las Artes de Ontario (Ontario Arts Council), fundado en 1963, que concede subvenciones a particulares y a organizaciones de arte.
El gobierno de la provincia subraya el hecho de que el arte crea empleos: la documentación del Consejo de las Artes le recuerda al contribuyente que cada dólar de subvención en las orquestas genera directamente casi 7 dólares en salarios, cotizaciones y gastos de explotación.
Ontario cuenta con orquestas sinfónicas en Toronto (la Orquesta Sinfónica de Toronto, la más importante de Canadá), Ottawa, Hamilton y Kitchener-Waterloo. Todos los años tiene lugar un gran festival shakespeariano: el Festival de Stratford, instituido en 1953. Dos de los museos más importantes de la provincia, la Galería de Arte de Ontario y el Real Museo de Ontario se encuentran en Toronto. Esta ciudad es un destacado centro cultural, y sus producciones teatrales tienen fama mundial, como El Fantasma de la Ópera, Miss Saigón y, más recientemente, Mamma Mia!. Más de 100 compañías profesionales representan obras de teatro, cabaret, ópera, y danza en Toronto. También acoge el mayor festival de cine de Norteamérica, el Festival Internacional de Cine de Toronto, que tiene lugar en septiembre. Ottawa por su lado cuenta con museos importantes a nivel estatal como por ejemplo la Galería Nacional de Canadá, el Museo Canadiense de Fotografía Contemporánea, el Museo Canadiense de la Naturaleza, y el Museo Canadiense de la Guerra.

## Deporte

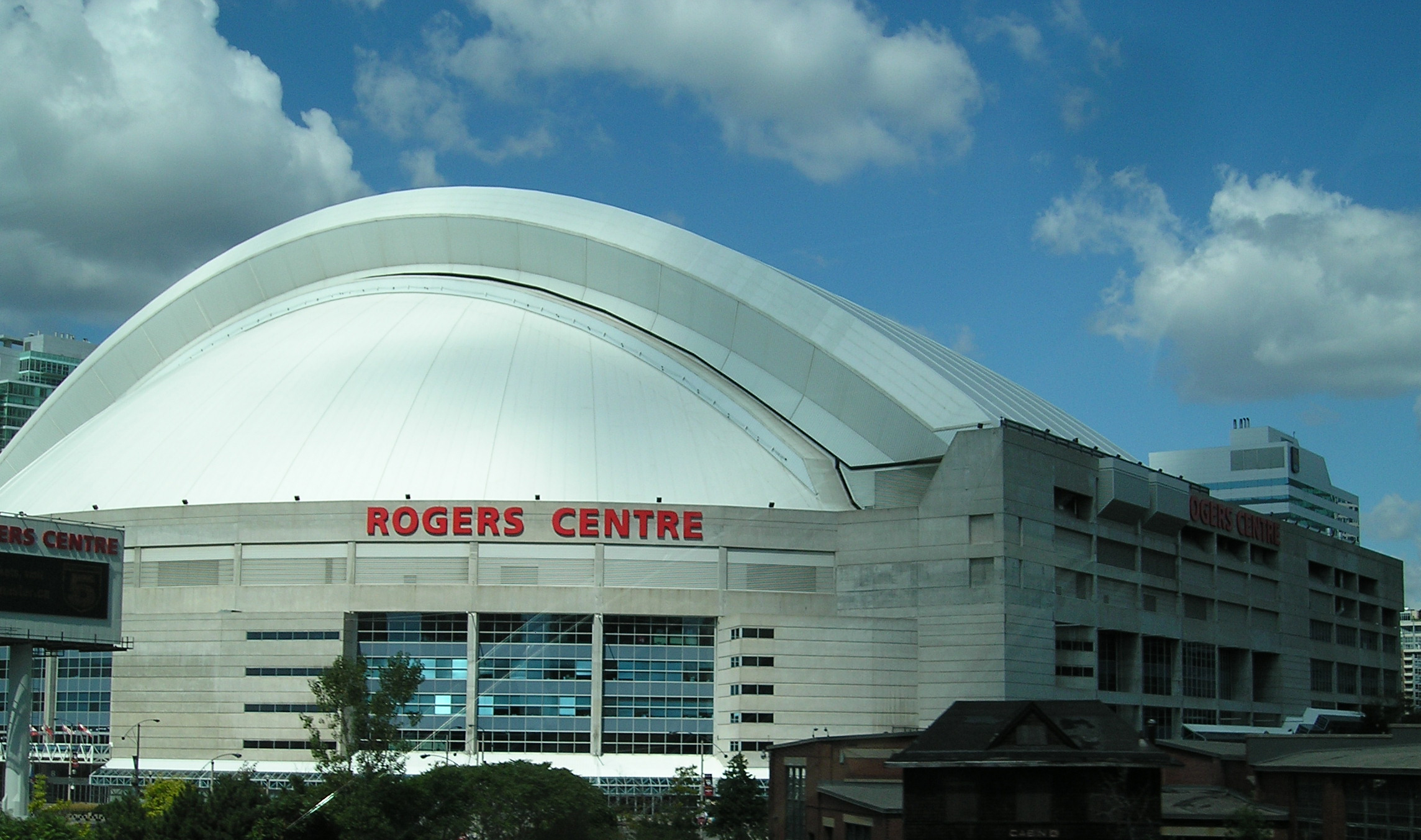
Vista del Rogers Centre

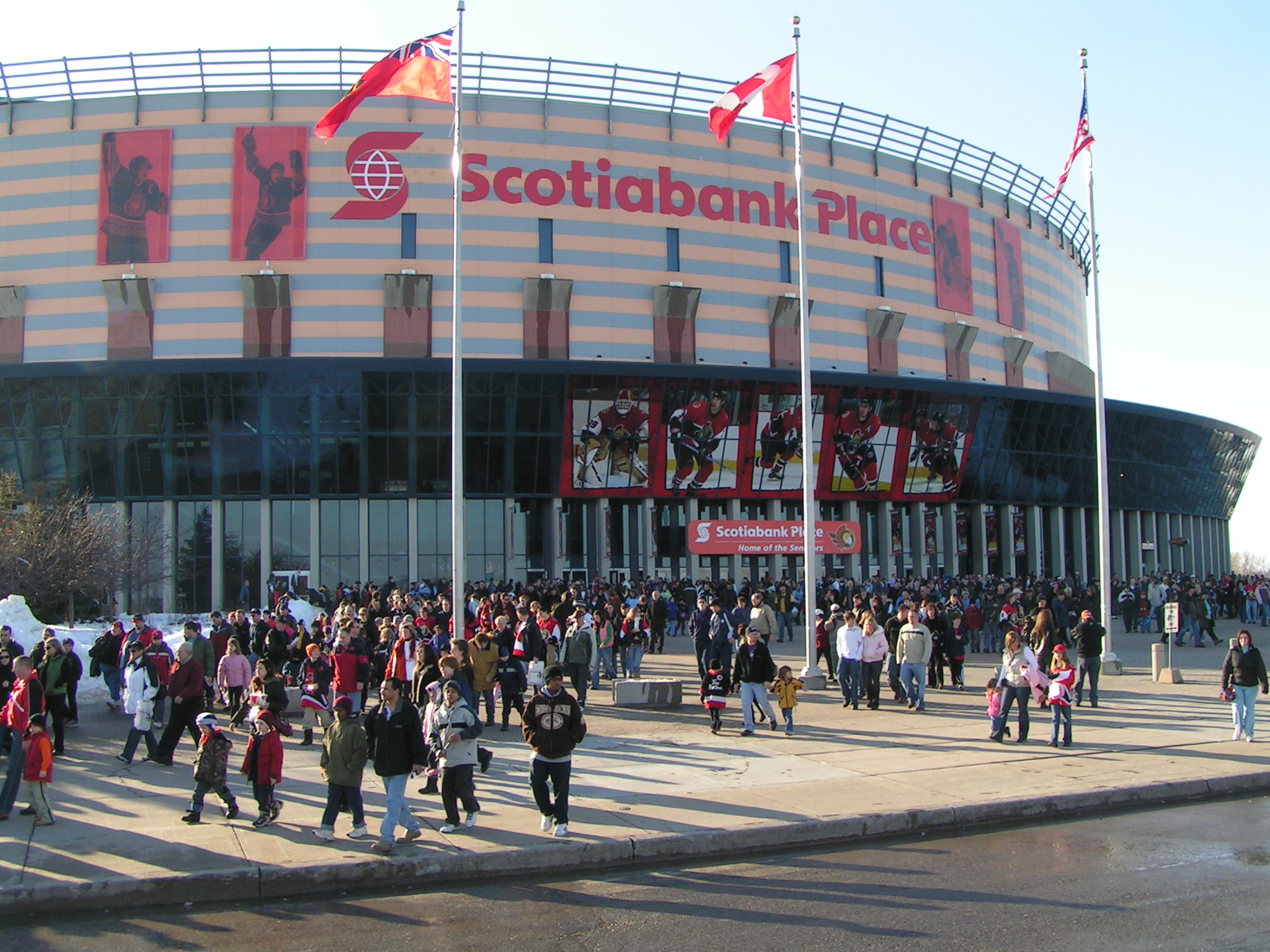
El Canadian Tire Centre, casa de los Ottawa Senators.

El Rogers Centre de Toronto (antiguo nombre: SkyDome) el primer estadio del mundo con una cubierta completamente retráctil, y es la casa de los Toronto Blue Jays, un equipo de béisbol que en 1992 se convirtió en el primer equipo canadiense en ganar la World Series. El hockey femenino ha crecido en popularidad y es muy practicado en Ontario. La National Women's Hockey League cuenta con cinco equipos provenientes de esta provincia.
El autódromo de Mosport Park ha recibido a numerosas categorías mundiales y norteamericanas de automovilismo y motociclismo de velocidad, tales como la Fórmula 1, el Campeonato Mundial de Motociclismo, el Campeonato Mundial de Resistencia, el Campeonato Nacional del USAC, la American Le Mans Series y la NASCAR Canada Series. El Gran Premio de Toronto es una carrera de automovilismo de la categoría de monoplazas CART/Champ Car desde 1986 hasta 2007 y la IndyCar Series desde 2009, se realiza en un circutio urbano y es la tercera más antigua de América del Norte que se celebra en ese tipo de circuito.
Ir en motonieve por los 50 000 kilómetros de pistas de la provincia (el mayor sistema de pistas de motonieves del mundo) es una actividad invernal muy popular.
A continuación se detallan los principales equipos deportivos de Ontario y las ligas en las que juegan:
National Hockey League
- Toronto Maple Leafs
- Ottawa Senators

Grandes Ligas de Béisbol
- Toronto Blue Jays

American Hockey League
- Toronto Marlies
- Hamilton Bulldogs

Minor League Baseball
- Ottawa Lynx
- Thunder Bay Border Cats

Canadian Football League
- Toronto Argonauts
- Hamilton Tiger-Cats
- Ottawa Renegades (suspendido en 2006)[91]

National Basketball Association
- Toronto Raptors

National Lacrosse League
- Toronto Rock

Major League Soccer/Canadian Premier League
- Toronto FC
- Toronto Lynx
- Forge FC
- York United FC
- Atlético Ottawa

## Transporte

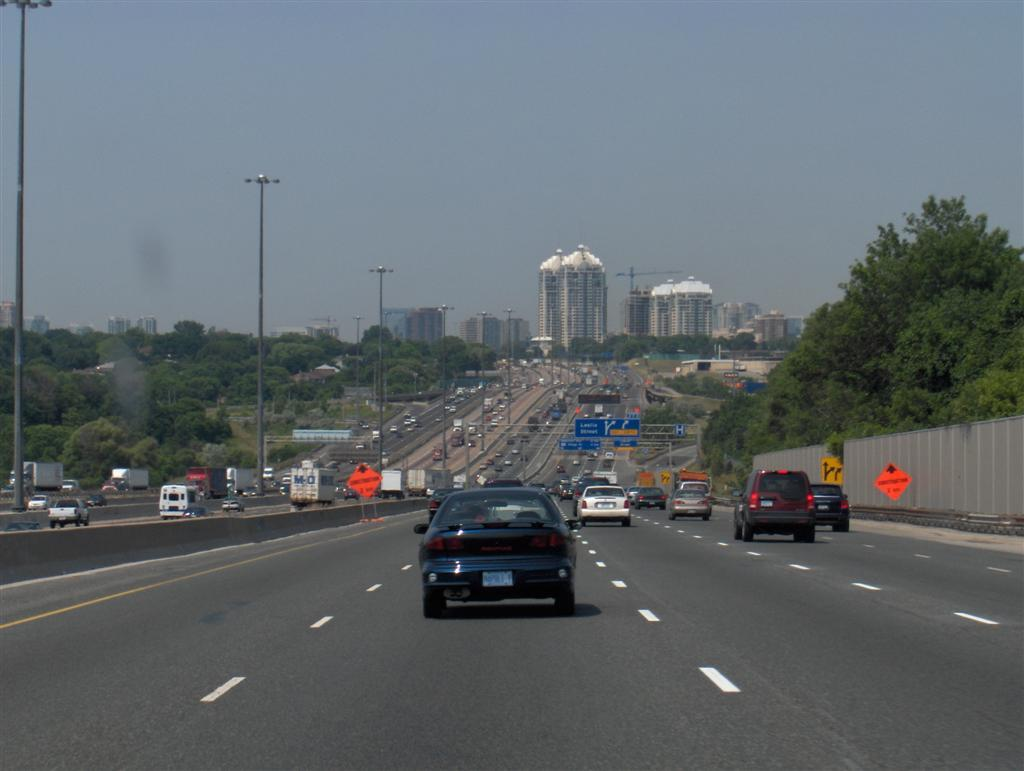
Vista de la Macdonald-Cartier Freeway y del cruce en trébol que forma con la Leslie Street, en Toronto. La Macdonald-Cartier es considerada la autopista que soporta el mayor tráfico del mundo.

Los ríos, lagos y vías de agua han desempeñado un papel esencial a lo largo de la historia de Ontario. Los primeros exploradores europeos en explorar la región —en su mayoría franceses— exploraron la región siguiendo los ríos y los lagos existentes, como el río San Lorenzo, el río Ottawa y los Grandes Lagos, por ejemplo. Seguían estos cuerpos de agua por tierra, recorriendo el litoral del cuerpo de agua en cuestión, o por vías hídricas, a través de canoas o barcos.
Actualmente, durante la estación de navegación, cuando las aguas del río San Lorenzo no están cubiertas de hielo, entre abril y diciembre, varios barcos circulan entre el océano Atlántico y los Grandes Lagos. Por la provincia se extiende un sistema de canales artificiales, que posee 869 kilómetros de extensión. Durante la estación de hielo —de enero hasta marzo— las aguas del río San Lorenzo se vuelven peligrosas para la navegación de barcos, y esta se interrumpe hasta el inicio de la estación de navegación.
Ontario posee cerca de 72 000 kilómetros de vías públicas, la mayor parte de ellas pavimentadas. La región más densamente cubierta por carreteras es el sur de la provincia. Entre las incontables carreteras de Ontario, la más frecuentada es la Highway 401, que se inicia en Windsor, pasa por London, Oakville, Mississauga, Toronto, Pickering, Oshawa y Kingston, extendiéndose hasta la frontera con la provincia del Quebec. Esta carretera es la carretera con más tráfico del mundo, especialmente en el tramo que pasa por la región metropolitana de Toronto.

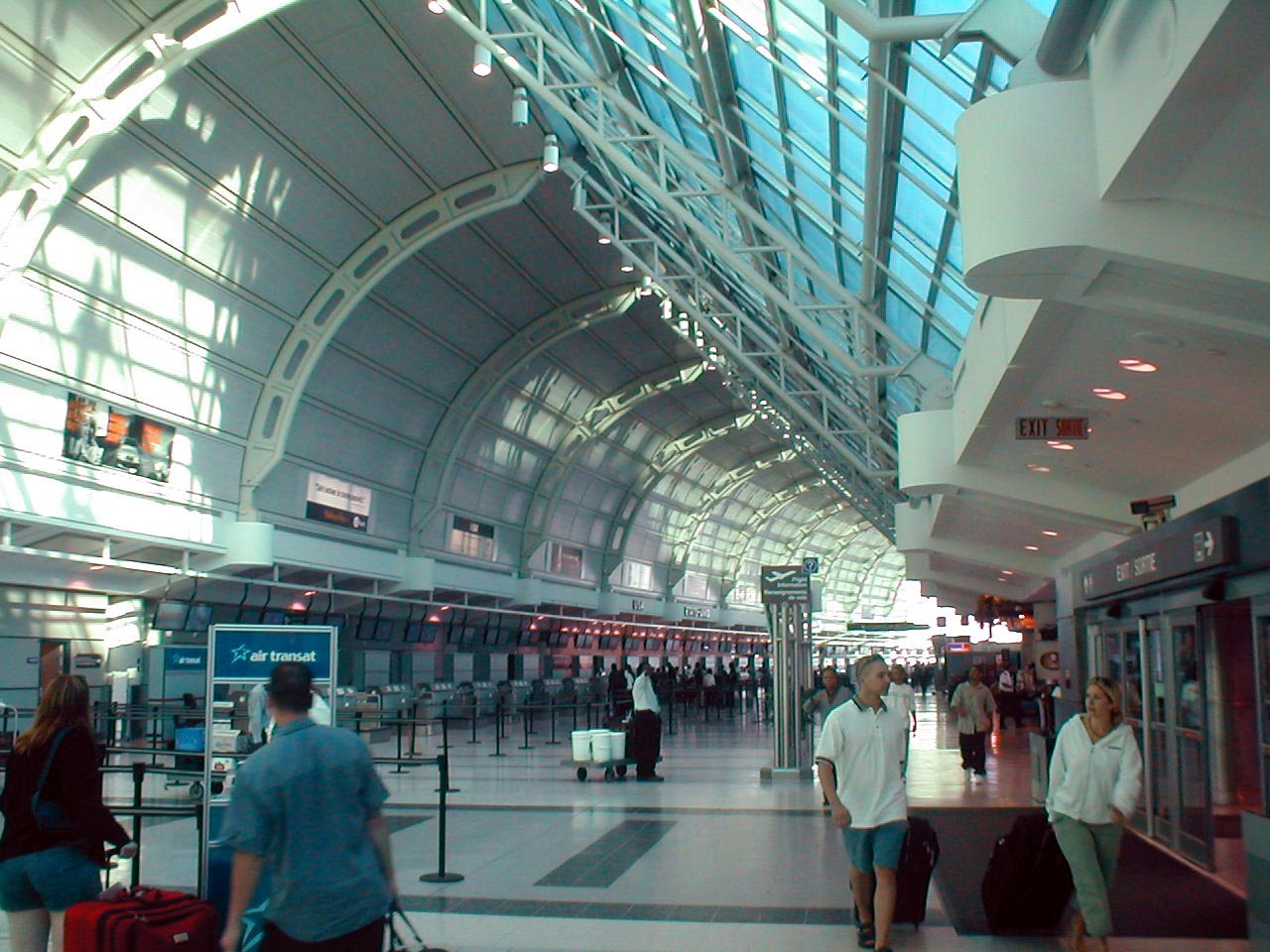
Interior de una de las terminales del Aeropuerto Internacional Lester B. Pearson

Ontario posee 13 351 kilómetros de vías férreas, lo que corresponde a un cuarto de la red ferroviaria canadiense. La mayor parte de la red ferroviaria de Ontario se extiende por el sur de la provincia —esta es la región más densamente cubierta por vías férreas por kilómetro cuadrado de todo el país. Las principales compañías ferroviarias que operan en la provincia son la Canadian National Railway, la Canadian Pacific Railway y la VIA Rail. GO Transit atiende a unos 195 000 pasajeros al día, transportándolos entre Toronto y las ciudades vecinas, y extendiéndose hasta Hamilton y Oshawa.
El Aeropuerto Internacional Lester B. Pearson, localizado en Mississauga, es el aeropuerto más dinámico de Canadá. Atiende a cerca de 29 millones de pasajeros por año, y es el principal centro aeroportuario del país. Otros aeropuertos importantes de la provincia son el Aeropuerto Internacional Ottawa Macdonald-Cartier y el Aeropuerto Internacional John C. Munro, en Hamilton, que también es un importante centro de la aviación de carga y de correo.

## Medios de comunicación

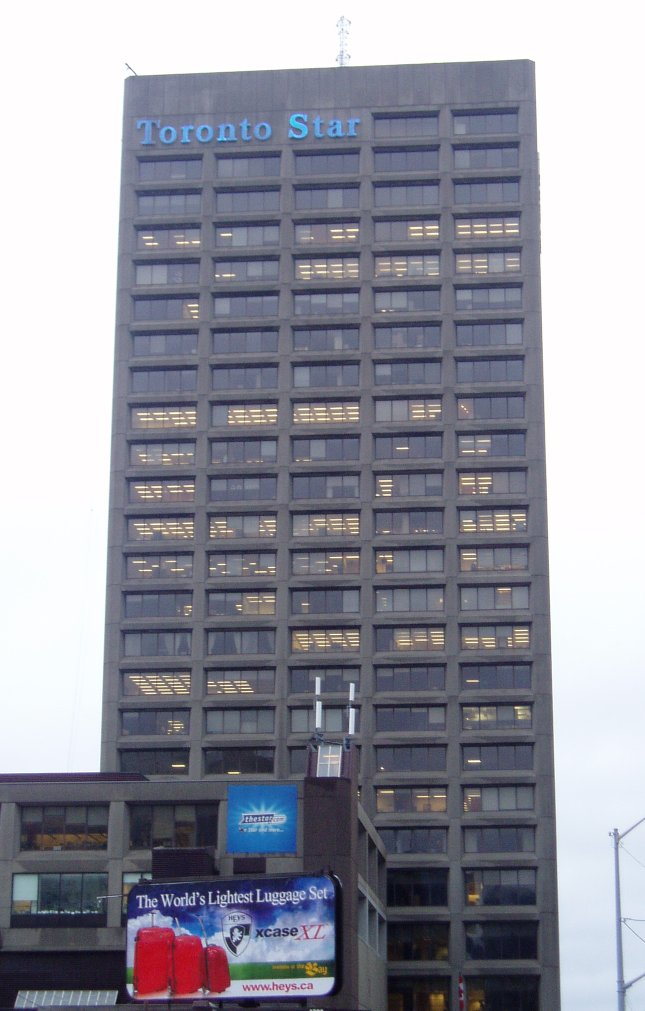
One Yonge Street, el edificio de la redacción del Toronto Star

Las ciudades de Ontario cuentan cada una al menos con un periódico en inglés, y ocurre que estos diarios pertenecen casi siempre a la misma empresa. La excepción es Toronto, con tres diarios diferentes. En esta ciudad se publica la gran mayoría de las principales revistas del país (Maclean's, Canadian Business y Saturday Night) y en donde se ubican las sedes social de las grandes empresas editoriales del país (McClelland and Stewart y la editorial de la Universidad de Toronto). International Thomson, una editorial multinacional, también tiene su sede en Toronto y es la mayor compañía de medios de comunicación de Canadá.
El primer periódico publicado en lo que actualmente constituye la provincia de Ontario, el Upper Canada Gazette, fue publicado en 1793, en la antigua Newark (actual Niagara-on-the-Lake). Cuatro años después, el periódico pasaría a ser publicado en York (actual Toronto), habiendo sido publicado hasta 1849. Actualmente, se publican en la provincia cerca de 450 periódicos, de los cuales cerca de 50 son diarios. La mayoría de estos periódicos se publican en inglés, aunque otros tantos se publican en chino, en francés y en italiano. El periódico de mayor circulación diaria en Canadá es el Toronto Star de Toronto.

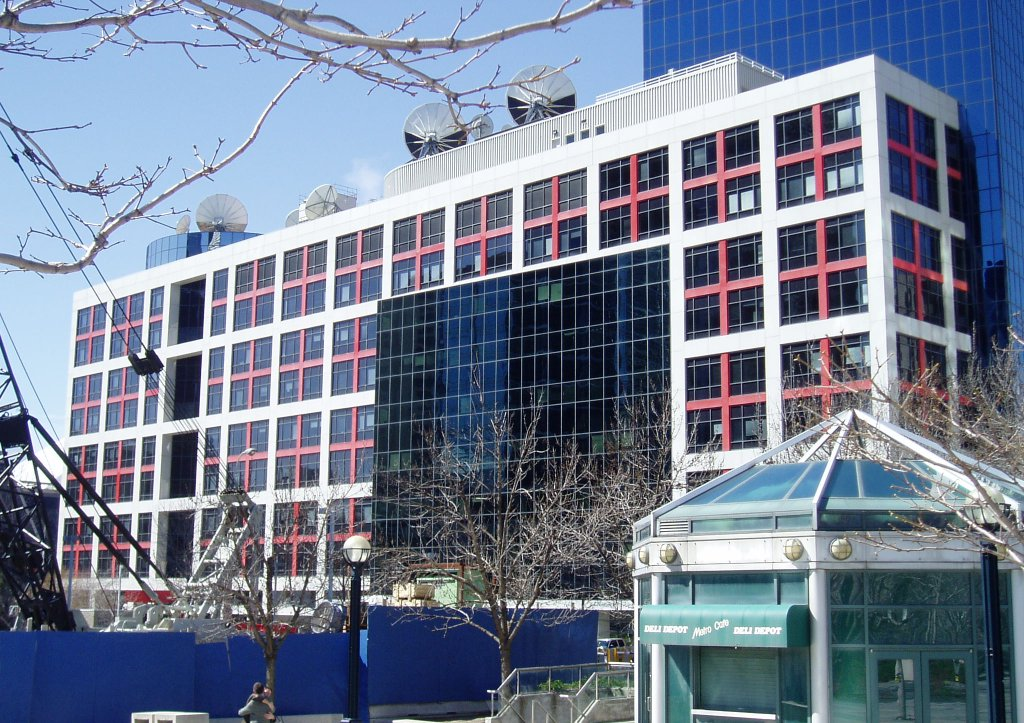
El Canadian Broadcasting Centre, en Toronto

Los principales estudios de la red anglófona de radiodifusión Canadian Broadcasting Corporation y la red privada CTV se encuentran en Toronto. Además de los medios de comunicación anglófonos, Ontario cuenta con tres cadenas de televisión en francés, así como numerosos repetidores y cadenas de radio, sin contar las cadenas que emiten en otras lenguas. La red de televisión pública de la provincia, TVOntario, emite principalmente en inglés, aunque dedica un canal —TFO— específicamente para la comunidad francófona de Ontario. La mayor parte de la provincia no solo capta la televisión canadiense: también se pueden ver las retransmisiones de las grandes compañías de televisión de Estados Unidos, como la NBC, la ABC, la CBS o la FOX. Así pues, el sur de Ontario disfruta de uno de los repertorios más amplios de emisiones televisadas del mundo.
La primera cadena de radio de Ontario fue inaugurada en Hamilton en 1922. La primera cadena de televisión comenzó a retransmitir en 1952, en Toronto. Actualmente, la provincia posee cerca de 170 cadenas de radio y 30 de televisión.
Desde 1990, Telemundo tiene 3 estaciones locales en Toronto/Ottawa, Kingston/Windsor y Mississauga/Hamilton. A igual con Univisión.